# 東京レイヴンズ
『東京レイヴンズ』（とうきょうレイヴンズ、TOKYO RAVENS）は、あざの耕平による日本のライトノベル。イラストはすみ兵が担当。富士見ファンタジア文庫（富士見書房→KADOKAWA）より 2010年5月から刊行されている。2013年9月時点で原作小説とコミカライズを合算した累計部数は100万部を突破している。『このライトノベルがすごい！』作品部門では2014年版で7位を獲得している。「電子書籍アワード2014」ライトノベル部門では10位を獲得している。
メディアミックスとして、コミカライズが2010年より開始され、ドラマCD化が『ドラゴンマガジン』2010年11月号にて発表された。2013年10月から2014年3月までテレビアニメが放送された。

## あらすじ
第一部（1 - 9巻）
今から半世紀前、戦時下に活躍した稀代の陰陽師・土御門夜光は禁呪である儀式「泰山府君祭」を執り行うもこれに失敗、そして、これ以降東京に霊災と呼ばれる災害が起こる原因を作った────。
時は流れ、東京で頻発する霊災を祓うべく陰陽師が活躍する現代。陰陽道の名門・土御門の分家にあたる血筋にも関わらず、霊気を感じ取る「見鬼」の才を持たない土御門春虎は、陰陽師になる道を諦め、友人の阿刀冬児や北斗と共に平凡な高校生活を送っていた。
そんなある日、春虎は土御門家次期当主にして幼馴染の土御門夏目と再会する。その直後に国家一級陰陽師・大連寺鈴鹿の起こした事件に巻き込まれて、春虎をかばった北斗が命を落とす。北斗が人間ではなく式神であったことを知った春虎は、北斗を操っていた術者に会うことを望み、夏目の式神として陰陽師への道へ進むことを決意する。
国内最大の陰陽師育成機関・陰陽塾への編入のため上京した春虎だが、そこでは夏目は本家のしきたりに従って女子であることを周囲に隠し、男装して生活していた。更に、夏目は夜光の転生ではないかと噂されていた。春虎と夏目、共に陰陽塾に編入した冬児や春虎の式神であるコン、クラスメイトの百枝天馬、倉橋京子、新年度から特待生として陰陽塾に入学してきた鈴鹿らは共に、夜光を狂信的に崇拝する「双角会」のテロリストたちが起こす事件に巻き込まれたり、周囲の思惑に翻弄されたりしながらも、研鑽を積み、度重なる実戦を経験して、仲間同士の絆を深めるとともに、徐々にその実力を確かなものとしていく。
そんな頃、春虎たちの前に相馬多軌子と名乗る少女が現れる。
実は双角会の真の黒幕であった陰陽庁長官・倉橋源司は、夜光を覚醒させるための呪具であり彼の式神でもある「鴉羽織」を求めて土御門本家を襲撃させるなど、正体を明かし始めていた。夏目の「しきたり」の本当の理由、さらに本当は春虎こそが夜光の転生であったことが知れ、倉橋と手を組む多軌子は行動を起こす。
花火大会の夜、多軌子が放った鴉羽に憑かれた春虎は霊力を暴走させ、危険な状態になる。夏目は自分の命と引き換えに彼を救い、春虎に、自分が北斗の術者であったこと、ずっと秘めていた想いを伝えて、息を引き取る。
春虎は陰陽庁に身柄を拘束されるが、冬児たちは陰陽庁を襲撃して彼を奪還、春虎は「泰山府君祭」を執り行って夏目を蘇らせる。一行は陰陽庁の陰謀を暴き、全ての因縁に決着をつけるべく、同じ思いを抱いてそれぞれで闇夜へと飛び立つ。
第二部（10巻 - ）
夏目が生き返り、春虎が姿を消してから約一年、陰陽庁は闇夜に紛れてその版図を拡大させ、いっぽう春虎は夜光の式神である角行鬼と飛車丸を引き連れて陰陽庁に叛旗を翻していた。一方、東京から遠く離れた山奥にある星宿寺、呪術界の暗部であり闇寺と呼ばれる場所で暮らす稀少な生成りの少女・秋乃は、蛟の生成りであるという「北斗」と名乗る不思議な新入りの少女と出会う。さらに後日、星宿寺に陰陽庁から三人の「十二神将」が訪れたことをきっかけに、陰陽庁との融和を巡って、寺の内部対立が起こる。そこに現れた春虎の抵抗によって寺は崩壊し、行き場をなくした秋乃は北斗こと夏目と行動を共にすることになる。

## 登場人物
声の項はアニメ版のもの。

### 主要人物
土御門 春虎（つちみかど はるとら）
声 - 石川界人（幼少期 - 種田梨沙）
第一部の主人公、16歳。彼の大陰陽師・安倍晴明に連なる陰陽道宗家・土御門家の分家に生まれながら、霊気を視る力である「見鬼」の才を持たない落ちこぼれ。それに加えて生来の運の悪さ、勘の鈍さなどもあり、至る場面で実際に損をしている。
当初は先述の理由から陰陽師となることを早々に諦め、田舎で普通の生活を送っていた。しかし高校1年時の夏、鈴鹿の起こした事件で親友の北斗を失ったことを機に、それまで背けていた自身の宿命と向き合い、夏目の式神となる契約を交わす。その際に夏目に施された土御門の秘術によって後天的に見鬼となる。事件の後には陰陽師育成機関である陰陽塾に入塾し、陰陽道へと足を踏み入れることになった。
入塾に至るまで陰陽道から距離を置いていたことに加え、本人の頭の悪さもあって呪術方面の知識が乏しく、座学の成績は壊滅的。一方で保有する霊力の量は平均を大きく上回り、実戦でその力を発揮する。人懐っこい性格で人付き合いも良いため陰陽塾にもすぐに適応し、何だかんだ言われながらもクラスメイトには好かれている。また心優しく誠実な人柄に加えて人を引き付ける魅力を持ち、作中でも幾人かの女性に好意を寄せられている。ただし本人はその方面に呆れるほど鈍感で、機微にやや疎い面がある。夏祭りの事件以降音信不通となった北斗に対しては不明確ながらも好意を抱いており、北斗の正体に感づき始めた時は夏目に対しても戸惑いを覚えていた。
大友と道満の呪術合戦を目の当たりにしたことで意識の変革が起こり、それまで以上に熱意と意識を持って呪術を扱うようになる。その結果、祓魔官の隊長相手の呪術戦で善戦し、同年代では夏目に次いで優秀な京子をも追い抜くほどの急激な成長を見せたが、その一方で本人はどこか全力を出し切れないような違和感を抱えており、思うような術の行使ができないでいた。しかし、暴走したシェイバとの戦闘で夏目が傷つけられたことで力を渇望し、その際に自身の内側にて見つけた綻びから、春虎自身を押さえ込んでいた何らかの封印を強引に破る。その結果、それまでとは比べものにならない程の見鬼に目覚め、鈴鹿オリジナルの術式、鏡の火界咒を模倣し、かつて大友が使った「帝式」をも使いこなしシェイバを修祓した。
実は、彼こそが土御門家現当主である土御門泰純の本来の実子であり、土御門の直系。即ち真の土御門夜光の転生者である。生まれて間もない彼を夜光信者等の様々な勢力から守るべく、泰純によって生まれてすぐ能力に封印を施され、その後は分家の子として陰陽道から遠ざけて育てられた。夏目の施した「見鬼の術」は、実はこの封印の一部を解呪する術であり、春虎が後天的に得たと思われていた見鬼の力も、実際には元々彼に備わっていた桁外れな力のごく一部を解放したに過ぎない。シェイバとの戦闘でその封印を自力で無理矢理、しかも中途半端に解呪したことで霊力が不安定になり、花火大会で多軌子に「鴉羽織」を半ば強引に着せられた際に霊力が整合せず暴走。最終的に夏目が封印を完全解呪したことで霊力が安定するが、暴走していた「鴉羽」が夏目に致命傷を負わせ、彼女を死亡させてしまった。
騒動後は陰陽庁に拘留され、自らの暴走により夏目を殺めてしまったことに悩む中、最終的に自身の力で「泰山府君祭」により夏目を復活させることを決意。冬児たちの助けで陰陽庁から脱出し、夏目の遺体を取り戻す過程で鏡と戦い左目を斬られ隻眼となるが、真の姿となった飛車丸と角行鬼の手を借り退ける。この時に夜光としての記憶を取り戻し、それに伴い言動も変化する。夏目の遺体を回収後、天壇にて早乙女涼と合流し、「泰山府君祭」によって夏目を黄泉返らせるも、夏目とコンが同一の魂を持つ転生者であることを知らなかったため春虎が呼びかけた声に夏目の魂とコンの魂の両方とも応じてしまう結果となってしまう。夏目とコンが同じ時間軸にいられないという問題を夏目に知られないようにするためには、コンを連れて夏目の傍にいるわけにはいかず春虎が皆と合流できない状態となっていた。このためしばらく仲間達の前から姿を消すこととなる。
第二部では陰陽庁へ反旗を翻し、源司たちの策略で呪術界最大の反逆者として指名手配されている。夜光としての能力・記憶に覚醒したためか、その風格は相対する者に畏敬の念を抱かせる。振る舞いや雰囲気は以前の春虎を感じさせるものの、その自我が現在どうなっているのかは不明。しかしながら、何らかの明確な目的のために奔走している模様。また本人曰く、夏目とは会うことができない理由があるようである。また、特殊な式神・月輪（つきのわ）の行方を追っていた。しかし二月末日、泰純たちが拘束され夏目が一人で逃走しているというニュースが報道されたことで、夏目の元へ駆けつけ窮地を救った。そして、秋乃に気を失った夏目を託した際に「任せたぞ、『月輪』」と告げてその場を離脱させるが、宮地の大威徳法に捕えられそうになった。駆け付けた大友たちによって呪法から脱するが、大友が著しく陰陽のバランスを崩している状態だと見抜き忠告する。
一連の騒動から久々に顔見知りとの再会となった大友と春虎ではあったが、すでに相馬を滅ぼす覚悟を決めた大友とまだ相馬を完全に滅ぼすかどうか決めあぐねていた春虎の決意に温度差があったこともあり、大友側から提案された協力体制の構築に関しては『信用できない』として協力を断った。そして、ヘリから多軌子が現れて「神降ろし」を行って霊脈が脈動した事で、鎮魂の呪文で多軌子を鎮めてその場を撤退した。
月輪を見つけたことにより、泰山府君祭で晴明を呼び出し夏目を助ける方法を請うが、漠然とした答えしか得られず苦悩する。そして、術式が崩壊したため再度泰山府君祭を行おうとするも、月輪を通し夏目たちに危機が迫っていることを察し、秋乃を犠牲にしてこの危機を脱する。だがそれは月輪を相馬に与える事となり、晴明から教えを請うことも叶わなくなってしまった。万策尽きた彼は夏目を救うため、相馬を滅ぼし、陰陽庁を打倒し、秋乃を救出することを決意する。そして、源司たちの陰謀を打破するため、派手な支局襲撃に見せかけて霊脈に罠を施し、平将門降臨への対策を打っていた。そして、決戦当日に同一の魂を宿す夏目と飛車丸が遭遇してしまったことで二人とも消滅の危機に陥るが、秋乃の泰山府君（安倍晴明）からの伝言を聞いたことで二人を救う打開策を見出し、陰陽塾の天壇で「泰山府君祭」を行って夏目の魂を過去の土御門混（後の飛車丸）に転生させ、その直後に空となった夏目の肉体に飛車丸の魂を宿らせたことで土御門夏目にして飛車丸を完全復活させることに成功し、涙を流して目を覚ました夏目と再会した。
コン / 飛車丸（ひしゃまる）
声 - 豊崎愛生 / 甲斐田裕子（前世の成人時代）
狐の耳と尻尾をつけた幼い姿の少女。陰陽塾入塾の際に春虎が父親から譲り受けた護法式の式神。大友曰く何か封印が施されている模様。春虎の主である夏目とはある意味、春虎を巡るライバルの様な関係。ただしお互いの利害が一致する際は手を組むこともある。
春虎には極めて忠実であるものの、その他の者に対しては基本的に慇懃無礼。また非常に嫉妬深く、春虎に女性が近づくことを非常に嫌がる（それが夏目であっても同様）。尻尾の感触は「ふわっふわ」で春虎の大のお気に入りである。
その正体は、夜光の使役していた式神の中でも双璧とうたわれた護法「飛車丸」。妖艶な美貌を持つ絶世の美女。飛車丸の名を与えられる前の幼名は「土御門 混（つちみかど こん）」で、春虎の式神であった頃の名前もこの幼名からとっている。実は夏目とは、同一の魂を持つ存在に当たる。
元々は土御門の分家の人間だったが、獣の耳と尻尾を生まれながらに持つ「狐の生成り」であったため、先祖返りの忌み子と見なされ座敷牢に幽閉されていた。名も与えられず自らの生に意味などないと思っていたが、ある日彼女の前に現れた幼い頃の無邪気な夜光が「しきたり」の式神として外に連れ出した。夜光によって守られるうちに彼への思慕と絶対の忠誠を抱くようになり、彼を支えるために自らも呪術者としての才を開花させた。夜光の死後は、夜光の転生体を待ち続けるために星宿寺の真羅に頼み込んで「人の肉体を捨てて霊的存在となる」呪術を施してもらったことで、自ら人の身を捨て霊的存在となり、生前の夜光と交わした「時の果てに再会する誓い」に従って、彼の転生である春虎が生まれて間もなく泰純の前に現れた。その際に泰純と盟約を交わし、記憶と本来の姿、そして力を封印され、護法式のコンとして春虎の側についていた。鏡によって窮地に陥った際、自らに掛けられた封印を強引に解除して本来の姿と力と記憶を取り戻し、以降は夜光として覚醒した春虎と共にその姿を消した。
第二部でも春虎の式神として側にいるが、角行鬼曰く「危うい」状態が続いており、第一部の終盤で自身の封印を強引に破った影響で徐々に霊的な不安定さが増してきており、二月末日に早乙女からの提案で、戦闘時以外には霊的に安定しているコンの姿でいることになった。そして、決戦当日に神田明神で倉橋源司たちと交戦中に同一の魂を持つ夏目と遭遇してしまったことで、霊的な不安定さが一気に加速して消滅の危機に陥る。しかし、秋乃の言葉で打開策を見出した春虎が陰陽塾の天壇で行った「泰山府君祭」によって、夏目の魂が肉体から離れて過去へ転生した直後に消滅寸前の飛車丸の霊体を、自身の前世である夏目の肉体に移したことで飛車丸にして土御門夏目として完全復活する。
角行鬼（かくぎょうき）
声 - 安元洋貴
夜光の使役していた式神の中でも双璧とうたわれた隻腕の鬼。現在はスーツを着崩した長身の男の姿をとる。主亡き後も人の世で生き続けており、かつての名声に違わぬ風格と力を今でも持ち続けている。基本的には落ち着いた物腰であり、比較的温厚な性格をしている。しかし自らの名前ついては強い誇りを持っており、道満にその名を勝手に使われた際にはわざわざ注意に足を運び、歯牙にもかけぬ相手が自身の名を気安く呼ぶことを許さない。道満とはいわゆる腐れ縁らしく、彼が何らかの行動を起こすときには接触し、彼の弟子である涼ともたびたび接触している。
その実力は未だ底知れず、高位の陰陽師である比良多（多軌子）の術も体に触れることさえ叶わなかった。春虎の陰陽塾入塾後まもなくして彼と一緒にいるコンの姿を目撃しており、2人の正体に気づきつつも1年近く見守っていた。コンが飛車丸として本来の姿を取り戻した際に合流し、以後は夜光の記憶を取り戻した春虎の下で行動している。
その正体は、頼光四天王の一人渡辺綱の髭切の太刀によって一条戻橋で片腕を切り落とされた鬼の茨木童子。
土御門 夏目（つちみかど なつめ）
声 - 花澤香菜
第一部のヒロインにして第二部の主人公。16歳。土御門の本家の人間で春虎とは親戚であり幼馴染。長い黒髪に整った顔立ちをしたスレンダーな少女。
性格は生真面目で頑固で怒りっぽく、さらに人見知りで人と壁を作るきらいがある。幼少期はほとんど人と関わりを持たず、ひたすらに呪術の修行に明け暮れる日々を送った。そんな日々の中でただ一人親しい間柄で居続けた春虎に対していつしか恋心を抱くようになり、彼に対しては絶対の信頼と思慕を寄せる。基本的に「友達とはライバルとして争う存在」と踏まえているが、彼を通してできた多くの友人との絆を何より大切なものと定めている。その一方で彼への一途な恋心は、春虎があまりにも鈍感なため全く気づかれていない。その惚れ具合はもはや殺人級で嫉妬に走りやすく、春虎を真顔で自身の「所有物」と言い切り、彼が異性が仲良くしようものなら邪魔するためだけに術で天災すら引き起こす。コンとはある意味、春虎を巡るライバルの様な関係。ただしお互いの利害が一致する際は手を組むこともある。
土御門本家の次期当主にして天才と称えられ、豊かな才能と見知は同期の遙か先を行く。その一方で土御門を現在の地位に貶めた土御門夜光の生まれ変わりとも言われており、そのことから彼女のまわりには常に騒動が付き纏う。なお夏目本人は夜光の記憶も持たず、自身が生まれ変わりである自覚もない。
本家の様々な「しきたり」に縛られており、その1つである「跡取りは対外的には男子として振る舞わなければならない」ことにより、中学入学以降は男装している。普段は女性が帯びる「陰の気」と、使役する竜の北斗が持つ「陰の気」を掛け合わせることで、自身の気を男性が帯びる「陽の気」に偽装するという極めて特殊な呪術を用いている。この偽装処置によって、大抵の見鬼には「夏目は陽の気を帯びている＝男性である」と認識されており、彼女が男装しているという事実を長い間周囲に隠し通すことができていた。また、男装を見破られないためにクラスメイトとの交流を避けていたが、春虎と冬児の編入後はとっつきやすいイメージが広まり、普通に接するようになった。
男装時は基本的に男性的な喋り方をし、一人称も「わたし」から「ぼく」に変えている。ただし冷静さを失ったり我を忘れると、地の女口調が出てしまいがちである。シェイバとの戦闘で、クラスメイトに女であることが露見した。
長らく「土御門夜光の転生」と目されてきたが、実は春虎の実母・優子の死後に若杉家の前に置かれていた捨て子。養育が困難だった若杉家から泰純に預けられ、春虎の存在を隠すべくすり替えられた。更に土御門夜光の式神である土御門混の転生者であり、二つに分かれた土御門混の魂の片割れに当たる。このため同じ転生者であるコンとは同一の魂を持つ存在に当たる。
花火大会にて鴉羽織から春虎を救うために身を投げ出し、春虎の封印の解呪に成功。自身が長らく秘めていた春虎への想いを彼に告げ、同時に負った重傷によって死亡する。その後、涼の協力を得て春虎が執り行った「泰山府君祭」により黄泉返りを果たすも、その存在は霊的に不安定になっており、春虎の手により式神の北斗と自身の魂を結びつけ、竜の生成りとなることで現世に留め置かれることになった。
その後は春虎の式神によって泰純たちと合流し、潜伏しつつ春虎の行方を追っていた。しかし二月末日、秋乃と行動している最中に泰純たちが陰陽庁に拘束され、追跡してきた夜叉丸や蜘蛛丸と遭遇戦になり、霊力が尽きかけ気を失ったところを春虎たちに助けられる。そして秋乃に担がれて離脱するが、木暮と遭遇した直後に京子と天馬に救出され、二人の乗る機甲式のハマーに搭乗して逃走する。しかし、滋岳の式神『迦楼羅』に捕捉され苦戦している最中に冬児と鈴鹿が合流し、力を合わせて『迦楼羅』を消滅させて追跡を逃れた。
気休めとして反魂香を焚いていたが、実は春虎の術式を維持する大きな役割を果たしていた。しかし反魂香を調合する鷹寛が捕まった事により香を切らしてしまい、結果春虎の術式が綻び、非常に危うい状態となっていた。戦いの中でようやく春虎との再会を果たすが、そこで夏目の存在が霊的に不安定であった真の理由が遂に明かされる。実は「泰山府君祭」の失敗はそもそもの原因ではなく、そもそも夏目とコンが同一の魂を持つ存在であるが故に同じ時間軸にいられない問題が存在したためであった。その問題を克服できていない状態で「泰山府君祭」を行っても成功するはずがなく、春虎が呼びかけた声に夏目の魂とコンの魂の両方とも応じてしまう結果となり、これを解決するために奔走していたため、春虎が皆と合流できない状態となっていた。
そして、「泰山府君祭」の限界が近づいたことで再び「泰山府君祭」が行われ、夏目の魂はその身体を離れ彼方の地（過去）の土御門混（後の飛車丸）へと転生。「おまえを諦めない」と強く抱きしめる春虎に対し「嘘をつくような式神（ひと）には、お仕置きなんですから」と告げ、光の幕に覆われて去った。その直後、空となった夏目の肉体に自身の来世である飛車丸の魂が宿ったことで、飛車丸にして土御門夏目として完全復活した。
北斗（ほくと）
声 - 金元寿子
中学の頃に出会った春虎の親友。髪型はセミロングにしている。可愛らしい顔立ちをしているが言動は男勝りでお節介。春虎にはオトコ女と呼ばれ、春虎のことをバカ虎と呼んでいる。何故か春虎に陰陽師になることを強く勧め、望んでいた。鈴鹿の攻撃から春虎を庇って傷を負い消滅、その際に式神であることが露見する。
その正体は、夏目が「しきたり」により男性として振る舞う際の練習用に作った、遠隔操作で動く簡易式。すなわち北斗の意識は夏目そのものである。テレビアニメ版では、春虎が以前かわいいと言っていたアイドルをモデルにしたことが示唆されている。
北斗（ほくと） / 竜
土御門本家に代々伝わる竜の式神。本物の竜であり、作中有数の力を持つ式神。暴れん坊で我儘な性格をしており、夏目の主としての未熟さも手伝って手加減を知らない。
強力な陰の気を宿しており、夏目は北斗の霊力を利用して自らの霊気を陽（男）の気へと偽装していた。
夏目の蘇生後は春虎の術式により夏目に憑依させられ、彼女の魂を現世に繋ぎ止める役を担っている。力の大半を夏目の生命維持に回しているため、現在は小さな姿でしか実体化することができなかった。そして、決戦当日に陰陽塾の天壇で、春虎の命令で夏目の体から離れた。
霹靂（へきれき）
雷の式神。元々は千鶴の式神だったが、泰純たちが蘇生した夏目と合流した後に、千鶴から夏目に譲り渡された。
阿刀 冬児（あと とうじ）
声 - 木村良平
17歳。額にヘアバンドを巻いており、美形にして元武闘派ヤンキー。口が悪くトラブルを好む迷惑な一面があるがいざというときは頼れる、春虎の悪友。母子家庭だが母親とは疎遠。常に人生を楽しんで過ごすことをモットーにしている。自分自身への興味、関心が薄く、友人たちを気にかけたりトラブルを追い求めるのは自分の内側でなく外側に関心が行きやすいことが一因となっている。
父親は新民党と対立する自主党の幹事長である、大物政治家の直田公蔵。総理大臣並に一挙一動が注目される政界のフィクサーであり、冬児は五十代手前の頃に手を出していた愛人の子。冬児が個人的な感情を捨て、皆に自分の出生を明かしたことで美代を通した繋がりができ、佐竹を擁することで政界にも進出していた源司たちの計画を狂わせることにつながった。
元々は東京育ちだったが、「上巳の大祓」に巻き込まれ、体に鬼を宿す「生成り」となった。その後春虎の住む田舎に引っ越し、春虎の父・鷹寛の治療を受けている。鈴鹿の事件の後、春虎と共に陰陽塾に入塾する。入塾前から陰陽術に関してそれなりに知識があり、人間関係などの機微にも聡い。霊災を経験したため見鬼の力も得ており、北斗が式神であることも最初から気づいていた。夏目との対面時に彼女が術者であることにもすぐ気づき、彼女と春虎のことをからかいつつも2人の仲を見守っている。
「上巳の再祓」での鬼の暴走を機に、鬼を「抑える」のではなく「制御する」方向で修練を始める。封印を解除すると角を生やした鎧武者のような姿に変貌し、超人的膂力と耐久力を得る。実戦では膨大な鬼気を活用した接近戦を得意としており、プロの祓魔官をも圧倒する。鏡との特訓で封印を三つ目まで開けることができるようになり、その状態なら本物の鬼とも渡り合えると鏡から評される。
夏目の死後、陰陽庁に拘束された春虎を奪還し、春虎の意志、そして京子の星読みを聞いたことで春虎に協力する。夏目の復活と春虎の失踪を聞きつけると仲間たちとともに春虎と夏目との再会を誓い、天海と共に地下に潜伏して、鏡から呪術の特訓を受けつつ情報収集を行っていた。そして、土御門家の三人が拘束されたというニュースが流れた日に、天海と共に夏目や京子たちと合流した。しかし、冬児の中の鬼が実は平将門の魂の残滓から発生した存在であった為に、相馬の正系で「神降ろし」の進行中であった多軌子と遭遇した際は、抵抗はおろか身動きすら取れない状態になってしまい、秋乃を連れ去られる結果になってしまった。
水仙（すいせん）
天海の要請を受けた美代が、彼の世話係として与えた高等人造式の式神。和装をした女性の姿をしている。呪力を封じられた天海に代わり冬児が呪力を込めることで、霊的に冬児の式神となっている。性格はつつましくたおやかで、天海と夫婦のようなやり取りをしては冬児と鏡をイラつかせている。
大連寺 鈴鹿（だいれんじ すずか）
声 - 佐倉綾音
史上最年少で「陰陽1種」を取得し、「十二神将」となった「神童」の異名を持つ天才少女。その経歴と整った顔立ちから陰陽庁の広告塔として同年代の陰陽師を目指す者からは半ばアイドルのような扱いを受けているが、実際は年上にも不遜な態度を取るうえに口も悪く春虎などには躊躇なく嫌がらせを行う性格をしている。しかし、根は決して悪い人間ではなく、巻き込みそうになった見ず知らずの幼い兄妹を助け、誤って北斗を装甲鬼兵で殺してしまったときには動揺した。
両親からは生まれる前から禁呪の実験台として扱われており、その特殊な生い立ちゆえに呪術的才能に比べて人格に未熟な面がある。未成年であることから現場ではなく研究部門へ回されていたが、天才と言われている夏目でも一人では勝てないほどの実力がある。しかし精神的未熟さのせいで実力を発揮できなくなる場面が多々ある。
死んだ兄を生き返らせるため、夏休みに夏目を襲撃し霊力を奪い、自分の生命を対価に泰山府君祭を試みる。しかし、春虎と夏目によって阻止され、陰陽庁に捕縛された。
その後、ペナルティとして呪力の一部封印の上、情操教育のため陰陽塾に入学させられる。「損得無しで自分のことをまともに見てくれた奴」として春虎に好意を抱いているが、その後夏目が女、かつ北斗の術者であることを知り、春虎共々脅迫しこき使うようになる。しかし、父・至道が原因で生成りになった冬児に協力を持ちかけられ渋々承諾し、京子・天馬も交えて一緒に行動するようになる。本人は大いに不満を示しているが、陰陽塾の面々にからかわれることが多い。本性を知ってから積極的に距離を詰めてくる京子に当初は辟易しており、春虎の件で夏目とも距離をとっていた。仲間たちと行動をするうちに表には決して出そうとしないものの、彼らとの絆を大事にするようになり、夏目や京子のことも「夏目っち」、「キョーコ」と呼ぶようになり、夏目が女と知って仲違いしていた京子を説得したり、仲直りした際にはうれしそうな反応をみせており、陰陽庁で春虎奪還の際、天馬が何も告げずに独断行動をとったときは逃げたと一番に腹を立て、初めて彼らを仲間と呼んだ。泰山府君祭に向かう春虎に向かって「あんたが死んだらあたしが死んで生き返らせる」と告白し、冬児とともに援護する。春虎が自分たちから姿をくらますと夜光として覚醒したのではと凍りついたが、冬児の言葉で春虎と夏目との再会を仲間と誓う。
その後は相馬家の真の目的を知るべくあえて陰陽庁に身を投じ、陰陽塾退塾に加えて長官直属という軟禁状態に置かれながらも単身調査を続けていた。夏目の帰還を知ると同時に相馬の目的と次の上巳で事が起こることを知り、土御門家の三人が拘束されたというニュースが流れた日に冬児の手を借りて陰陽庁から脱走し、夏目たちと合流した。
倉橋 京子（くらはし きょうこ）
声 - 喜多村英梨
陰陽塾での春虎たちと同期の少女。現在最も権勢を誇っている倉橋家の令嬢。成績は同期の中でも夏目に次いで優秀で、護法式も扱える。おかしな時期に入塾をしてきた春虎を不審に思い、ことあるごとに突っかかっていたが後に和解。世話好きのお姉さん気質もあり、仲間内でのムードメーカーになる。倉橋家は元々土御門の分家であり、春虎と夏目とは遠い親戚にあたる。
鈴鹿の本性を知ってから積極的に距離を詰めているがヒロインたちの中でも圧倒的な胸の大きさを誇るグラマラスな体型であるが故に、当の鈴鹿からはスレンダーな体を比較されることで「ホルスタイン」「乳女」と辟易されている。恋愛に関しては非常に積極的で鈴鹿に代わり春虎に鈴鹿の想いを伝えようとするなど、必要と判断すれば周囲の恋愛事情にも能動的に動く。
幼い頃に春虎と一度会っており、そのときに好意を抱き約束を交わした。しかし、誤解が重なって約束した相手が夏目だと思い込み、入塾後彼女に会ってからは密かに好意を寄せていた。しかし、シェイバの暴走によって夏目の真実と約束した本当の相手に気付くと同時に、裏切られた信頼と好意と、夏目とそれを守る春虎の姿に感情が暴走、呪詛にも似た一言を二人に突きつけてしまった。後に感情を整理し、和解。同時に春虎への初恋にも決着をつけた。
「鴉羽」の暴走で夏目が死亡しショックを受けるが、冬児の春虎奪還作戦に協力する。その折に、星読みとしての才が開花した。父・源司のことは尊敬しているものの、祖母との確執や自分への感情の希薄さに感づいており、陰陽庁の事件の後、天海の話で父が行っている所業を知ることとなった。
仲間たちとの別離後は、父から式神を使った露骨な監視下に置かれながら陰陽塾に通い続けていたが、その監視の目を盗み、祖母の指導の下で星読みの才を磨いていた。夏目逃走のニュースが報じられた後は、屋敷を抜け出して天馬と合流し、星読みで夏目の居場所を掴み駆けつけた。
白桜（はくおう）、黒楓（こくふう）
京子の護法式。市販されている人造式「モデルG2・夜叉」を独自にカスタマイズしたもので、それぞれ薙刀と剣を携えている。
百枝 天馬（ももえ てんま）
声 - 下野紘
陰陽塾での春虎たちと同期の少年。痩せ気味で童顔の眼鏡をかけた見るからに気の弱そうな少年で、情報源として冬児に目をつけられた陰陽塾で初めての春虎たちの友人。ただし春虎たちと付き合っていけるだけにそれなりにノリがよく、行動の端々に天然さがにじみ出ている。
実力的には陰陽庁がマークしないどころか存在すら特に認識していないほどであり、単独で陰陽庁に正面から侵入しても誰も咎めず疑わないほど注目度も低かった。このことが後に春虎たちの逆転劇へとつながることになる。
旧家の百枝家として祖父母とともに住んでおり厳しくも優しく育てられたが、両親のこともあり、微妙な壁がある。
京子たちをはじめクラスメイトたちに夏目が実は女性であると発覚した際も今まで通りの態度で夏目に接した数少ない存在であり、夏目が性別を偽っていたことを咎めず逆に女性だと認知された後も男子寮で生活せざるをえない夏目を気遣うなど心優しい本心で接した。夏目に命を救われ夏目を肯定的に受け止めたクラスメイト以外の人々は性別を偽る夏目を否定的に反応するであろうことも懸念しており、夏目のために自分にできることを模索していた。
両親は陰陽師としての腕がそれほどではないが、大友ら呪捜官をはじめ、多くの陰陽師が愛用する汎用の市販式神を開発・販売した人である。自身も陰陽師としては平凡で、仲間の誰もが突出した技能を持つ中実力不足で悩んでいたが、大友が道満を相手に市販のスワローウィップを使ったため、両親と自分の陰陽師としての在り方に向き合う。春虎奪還作戦には、自分の力不足を感じながらも参加しようとするが、目の前にふいに現れた早乙女の助言により方向を修正、冬児たちとは別に単身陰陽庁に潜入する。そしてその中で自らの在り方を認識し隠形術を会得、魑魅魍魎と霊災のひしめく陰陽庁を単独突破し、「鴉羽」の封印を解除した。
仲間たちとの別離後は、陰陽庁のマークを避けるために表向き普通の生活をしつつ、影で隠行術を含めた呪術の才を伸ばし、来たるべき時に備えていた。そんな中、秋乃から夏目のメッセージを受け取ったことで彼女が東京に戻ってきたことを知り、陰陽塾の新春会で細工を行い、テレビ中継を介して散っていた仲間たちにそれを密かに伝えた。その2ヶ月後、夏目逃走のニュースを聞き、祖父母に送り出されて羽馬を携えて夏目たちの元に参じる。
羽馬（はま）
ハマーH1を形代とした機甲式。ドライバーを必要とせず自走が可能なほか、車体を保護する結界の展開、索敵機能など、多岐に渡る機能を持つ。
検分した鈴鹿によると、細かい役割を与えられた複数の式神を一体の式神がコンピュータのOSのように統制している「式神の集合体」であり、帝式や汎式を超える革新的な技術が用いられているとのこと。
相馬 秋乃（そうま あきの）
第二部から登場。サイズが合っていない眼鏡をかけた12,3歳ぐらいの少女。気弱でドジな性格。呪術に関わる旧家の生まれながら、物心ついた頃から呪術界の暗部の1つである星宿寺に預けられていた。生成りの中でも珍しいウサギの生成りで、普段は耳と尻尾を隠しているが、動揺すると実体化してしまう。また、ウサギの力で走るときは目で追えないスピードを誇る。実は秋乃に憑いているのは鴉羽と対をなす玉兎の形を持つ式神、「月輪（つきのわ）」であり、鈴鹿は相馬の実験かなにかで胎児であった秋乃に月輪を憑かせたのではないかと考えている。月輪は土御門の祖霊「安倍晴明」の人格を宿した呪具でもあり、そのため泰山府君の影響下で晴明とコンタクトをとることができる。
ウサギの生成りだけあって、文字通り脱兎の如く足が速く、その速度は十二神将クラスの高位の呪術者を驚愕させるほどである。
星宿寺を訪れた夏目の世話役となり、その縁で友達となった。十二神将と春虎、そして寺の人々による呪術戦を伴う混乱で星宿寺が半壊して行き場をなくし、千翁の勧めで夏目や鷹寛たちと行動を共にすることになった。泰純と鷹寛たちが捕まった後、八瀬童子たちの襲撃を受け、そして夏目の救出に現れた春虎と出会う。夏目を連れて逃げ出した途中で夏目の仲間たちと合流し、共に行動するようになった。夏目たちが多軌子と遭遇し、窮地に陥った際は月輪を通じて春虎の操作を受け、自分の身を犠牲にして夏目たちを逃がし捕虜となる。捕虜となった後に鷹寛と千鶴に再会し、以降は多軌子の意思で彼女のそばにいるようになった。上巳の日で天曺地府祭が成功し、平将門が降臨した際に鈴鹿たちによって救出され、その際に晴明からの伝言を春虎に伝え、共に陰陽塾の天壇に向かって夏目と飛車丸を救う為の「泰山府君祭」に立ち会った。

### 陰陽塾
大友 陣（おおとも じん）
声 - 遊佐浩二
陰陽塾講師で春虎たちの担任。右足が義足で杖をついている関西弁の男性で、飄々とした性格で周囲をかき回す。一方で年長者には慇懃無礼な態度をとり、塾長や天海に対しては日頃の人使いの荒さに対して影で毒づいている。
かつては十二神将に数えられた呪捜官で、表に出ず任務を遂行するその役割から「黒子（シャドウ）」の異名で呼ばれていたが、過去に道満と遭遇し、右足を犠牲にして逃亡し一線から退く。その後、「夜光の転生」とされる夏目の周囲に目を光らせるために天海の伝手で陰陽塾講師に転職した。呪捜官時代の後輩であった鏡とは犬猿の仲で、彼が春虎たちに絡もうとした際には呪術で攻撃を仕掛け、手を出さないよう釘を刺した。
入塾前に他界した祖父から呪術を教わっており、塾生時代はそれを活かした占いで小遣いを稼いでいた。同期である木暮・早乙女とは当時からの付き合いで、36期生だったことから「三六の三羽烏」として問題児扱いされていた。普段こそ能力を隠しているが、高度な帝式陰陽術を駆使する腕前を持ち、道満と（かなり力がセーブされた状態であったとはいえ）対等の術合戦を繰り広げ、呪祖返しの後遺症で白髪になりながらも勝利した。
「鴉羽」暴走の際は間に合わず、夏目の遺体に謝罪した後、道満とともに陰陽庁を襲撃し、春虎奪還に動き出す。春虎の脱出の際に木暮と対峙して葛藤するも、発現した京子の星読みに背中を押され、春虎たちを行かせて木暮と交戦する。「泰山府君祭」の後、道満と自分を主とする式神の契約を交わし、道満と共に姿を消した。
第二部では道満と彼の式神である二体の鬼・ゴズとメズを従え、呪術界の裏社会で勢力を広げており、その風貌から「三本足」、ひいては「白の八咫烏」の異名で畏れられており、現在土御門春虎に次ぐ呪捜部のブラックリストとして名が挙がっている。星宿寺の情報を聞きつけ、春虎の情報を聞き出すために賢行に接触する。木暮達との呪術戦になり、春虎の情報は得られなかったが、夏目が泰純たちと行動していることを知り、安堵する。そして二月末日、ゴズとメズと共に大威徳法に捕えられている春虎たちを救うが、再会した春虎から今の大友が陰陽のバランスを著しく乱している状態だと指摘され、呪術戦ではなく拳銃で相馬を葬ることも決意していた大友とそこまですべきか決意しかねていた春虎の温度差もあり『信用できない』として協力を断られたことに動揺する。直後に現れた多軌子によって霊脈が脈動し、複数の霊災が発生した事でその場から撤退した。
陰陽庁のテロ予告の捏造を受けて天海たちに接触し、彼らに相馬の目的を伝えて自分が相馬と倉橋の相手をすると一方的に宣言し、姿を消した。上巳の日ではぎりぎりまで姿を現さず、夜叉丸が春虎の呪術を解呪した隙をついて拳銃によって多軌子を物理的な手段での抹殺を試みる。しかし、そこを京子の星読みを受けた天馬に制止され、その隙を源司につかれて、もみ合いのうちに源司を撃って命を奪うも、平将門の降臨を許してしまう。状況の打開を模索する中、秋乃の口を借りた晴明の要請を受けた道満が多軌子と対峙するために霊力を取られ、昏倒。そのままゴズに運ばれ、羽馬に乗って逃走する。
ゼンタロー
大友が呪捜官時代に使役していた黒犬の姿をした式神。元は呪術犯罪者が所有していた犬蠱だったが、陰陽庁に押収され処分されることになり、それを哀れんだ早乙女の伝手で術式を書き換えられ式神になった。命名も早乙女によるもので、木暮の名が由来となっている。
大友と道満の最初の遭遇の際、彼が逃げるための囮となって道満に式符を破壊されたが、その破片は早乙女の嘆願により道満に回収された。
倉橋 美代（くらはし みよ）
声 - 平野文
陰陽塾の塾長で、京子の祖母。生前の土御門夜光に会ったことがある。星詠みでおおまかにだが未来を視通せるものの、近年は老いと共に能力が減退している。「鴉羽」暴走後には星読みとしての能力はほぼなくなっていると自覚したが、代わりに孫娘である京子に星読みの才が発現した。
第二部では陰陽塾から退いたことが夜叉丸の口から語られている他、短編集第2巻で、陣が陰陽塾新入生に塾長が変わったと話している。後任の塾長に関しては不明。陰陽庁での事件後の天海たちと話し合いで、京子とともに倉橋家に戻ることを決める。息子との話し合いを行った後、屋敷内に軟禁状態にされており、その中で京子の星読みの力を鍛えている。政治家の直田とは個人的な相談を受けるほどの交流があり、彼の陰陽庁への強制捜査への根拠を与えた。その際、直田が冬児の父親であることを知って驚き、彼への助力をお願いした。
アルファ＆オメガ
声 - 長克巳（アルファ）、有本欽隆（オメガ）
陰陽塾の門番をしている狛犬型の塾長の式神。実は夜光とかかわりのある機甲式であり、ドーベルマンのような姿になれる。口調は尊大だが気のいい性格で、生徒からも人気が高い。第二部では、美代が塾長を降りたことで陰陽塾から姿を消している。
白麒（はっき）、黒麟（こくりん）
塾長の護法式。陰陽庁製人造式「モデルG1・仁王」の2体。
藤原（ふじわら）
声 - 千田光男
元祓魔官の塾講師。3年生を担当している、実技講師。冬児の訓練を見てくれたり、祓魔局の訓練場を使わせてもらえるように口利きするなど、面倒見がよい。甥の健一が陰陽庁の総務部に勤めている。倉橋美代が陰陽塾塾長を辞任した頃に、藤原も講師を辞任した。第二部でも、引き続き天海や冬児に、必要物資を提供している。
アニメでは、美代とともに負傷した天海を引き取りに来た。
富士野 真子（ふじの まこ）、木府 亜子（きふ あこ）
声 - 三石琴乃（真子）、久川綾（亜子）
それぞれ男子寮・女子寮の寮母。BL好きでゴシップも大好きな貴腐人。春虎・夏目・冬児で勝手に妄想している。
木ノ下 純（きのした じゅん）
陰陽塾の塾生で年齢は春虎たちの1つ上。京子のおしゃれ友達。春虎に一目惚れしラブレターを送ってデートにこぎつける。（夏目の妨害によって）不運続きのデートとなるがそれでも笑って受け入れるだけの器量の持ち主。だがその正体は男の娘で、バレた後は性別を偽っている者同士の夏目から一方的な共感を寄せられる。

### 陰陽庁

#### 十二神将
大連寺 鈴鹿（だいれんじ すずか）
#主要人物を参照。
大友 陣
#陰陽塾を参照。
木暮 禅次朗（こぐれ ぜんじろう）
声 - 高橋伸也
「神通剣（じんつうけん）」の異名を持つ十二神将の一人。主な得物は彼の代名詞とも呼べる刀「二つ銘則宗」。祓魔局の若きエースとして有名で、術によって放つ刀の一振りは巨大霊災を一刀両断する。
陰陽師の家系出身ではないが、入塾直後から高い実力を示し、そのせいで家柄を重視する周囲からは嫉妬され友達がおらず、髪を染め乱暴に振舞うなど現在の彼からは想像できないほど荒れていた。しかし後に遭遇した事件をきっかけに大友と涼と友人になり、後に「三六の三羽烏」と呼ばれるようになった。現在では人のいい爽やかな性格だが外面として演じるように心がけている部分が多く、彼本来の性格は己の信じる正義を他人にも押し付ける頑固者、更に自身を裏切る者ならばかつての知己でも容赦しない過激な人間である。
春虎たちとの初対面の際には対峙していた鏡の存在もあり話の通じる好漢児として春虎たちからは好印象であったが、融通が利かず形式にこだわる元来の性格が災いし、次第に本人の意思とは関係なく春虎たちと交戦する立場となっていく。
上巳の再祓では一触即発になっていた春虎たちと鏡の前に現れてその場を収め、修祓に駆り出された夏目の護衛に就いた。
9巻では泰山府君祭で夏目を生き返らせようとする春虎と冬児たちを捕らえようとするが、大友に邪魔されて交戦する。しかしそこに現れた半死半生の天海の姿に陰陽庁の闇の一端を垣間見て愕然とし、その場は剣を収めた。しかし、去り際にそれでも陰陽庁は必要だと言い残す。
第二部では現場を離れていた独立祓魔官の滋岳の復帰によって呪捜部に異動しており、星宿寺に現れる春虎を捕縛するための援軍として星宿寺に向かうが、間に合わなかった。呪捜部に異動してからは寡黙で仕事以外のコミュニケーションを取らず、ただ任務だけに力を入れており、以前の木暮とはまるで人が変わっている。大友たちが在野の身となった以上、自分が陰陽庁の自浄能力を発揮しなければならないという義務感により陰陽庁に残ったものの、日々実感させられていく陰陽庁の闇により心身ともに疲れ切っている状態にあった。一方でそれまでの彼の仲間や仕事に対する真摯な態度から人望は失われておらず、彼の動向次第で陰陽庁が一気に動くというジョーカー的存在となっている。
春虎と大友の捕縛をめざし、賢行と接触した大友の捕縛に向かった際にはビルを両断し、霊脈を乱したりなど容赦のない行動をとり、冬児や山城を驚かせていた。二月末日には、逃走中の夏目と秋乃と遭遇するが、生き返った夏目と再会した事に事前に知ってはいても予想外に動揺し、直後の京子の呪術にも即座に対応することが出来ず、夏目たちに逃げられても追跡する気も起きなかった。そして、駆け付けた三善の感知能力で、大威徳法がかけられている場所に陰陽庁にも知られていない正体不明の式神が二体いることを知った。その後、その2体の式神・夜叉丸と蜘蛛丸と戦って敗れ、陰陽庁地下四階の牢獄に監禁された。しかし、上巳当日に天海から牢獄の存在を教えられた公安の捜査官によって衰弱した状態で救出され、呪術の治療を受けている。
宮地の評価としては、納得がいかないことは自分で納得いくまで調べてから結論を出すという、自分で物事を決められるタイプとされている。
烏天狗（からすてんぐ）
声 - 南央美
木暮の式神。4羽おり、天馬の親がオーダーメイドしたバイクに宿って、無人運転を行うこともできる。4羽とも陽気な性格。名前は「黒龍（こくりゅう）」、「獺祭（だっさい）」、「醴泉（れいせん）」、「鳳凰美田（ほうおうびでん）」。
鏡 伶路（かがみ れいじ）
声 - 吉野裕行
十二神将の一人。危険かつ粗暴な人格の持ち主で、鬼を使役していることから「鬼喰らい（オーガ・イーター）」の異名を持つ。星宿寺の末寺の出身。規則や規範を軽んじる性格ながら権力、武力に関わらず自分以上の「力」を持つ人間には彼なりの敬意と憧憬を抱いており、それが鏡が陰陽庁に所属している理由である。宮地や大友とは性格が合わないらしく嫌っているが、彼らも自分以上に「力」を持つ人間であると称賛しており命令であれば不本意であっても従うというポリシーも貫いている。
フェーズ3の霊災を完全に手玉に取り、難易度の高い帝式の呪術をいとも簡単に行使するなど、高い戦闘能力を有する。問題行動の多さゆえに呪力を封印されているが、その封印は鈴鹿のものよりも大きい。強い相手と戦うことで力をつけることを生きがいとしており、そのため様々な勢力の思惑が入り乱れる土御門夏目の周囲を注意深く見守り強敵と見える機会をうかがっている。自らと同じで「鬼」を有する冬児に興味を持っている模様。かつては呪捜部に所属していたが、祓魔局に移籍し独立祓魔官となる。呪捜官時代の先輩にあたる大友の実力を直に知っており、彼と戦うことを切望している。
陰陽庁にて春虎の奪還にやってきた大友と戦うが隙を突かれ撤退を許してしまう。その後祓魔局にて夏目の遺体を奪還にやって来た春虎と遭遇、春虎の左眼を切り裂き追い詰めるが飛車丸として覚醒したコンと駆けつけた角行鬼を前に不利を悟って撤退した。
第二部では春虎や大友と再戦するために呪捜部への異動を希望するも、自分ではなく木暮が選ばれ、単独での調査を行うも成果を出せずにいたところに天海から接触を受け、陰陽庁の裏の真実を語られた後、春虎と大友の情報を渡すことと、冬児が鬼に堕ちた際には自分の式神に加えることを条件に冬児に特訓をつける。大友が講師であったことから、冬児を鍛えることで大友に近づこうとする意志もある。上巳の前日、大友や春虎との戦いの為に、倉橋にかけられた封印をシェイバに自分ごと切らせた。そして、決戦当日に神田明神に現れて、当面は春虎たちと敵対することを選んだ。
宮地の評価としては納得がいかないことにはそもそも自分が納得するという選択肢をもっておらず、傍若無人でありながらも自分のやりたいことだけをするという自分で物事を決められるタイプとされている。
シェイバ
声 - 寺島拓篤
普段は使用禁止されている鏡の式神。外見は細身の青年だが、精神面は幼く、強い敵を斬ることに飢えている。鏡には強い敵を繕ってくれることから従順だが、活躍の場を与えないと不機嫌になり反抗的になる。そのストレスのせいで怪しい素振りを見せた江藤を斬った挙句、彼が持っていた呪具を興味本位で破壊して目黒支局で霊災を起こし自身も暴走する。北斗と戦うべく夏目をしつこく付け狙うが、自身の呪力封印を強引に破って力を増した春虎に倒された。
形代は常に携帯している刀で、その正体は源氏の名刀「髭切」。角行鬼にまつわる伝説とも関係している。
倉橋 源司（くらはし げんじ）
声 - 小杉十郎太
十二神将の筆頭で当代最高とされる陰陽師。二つ名は「天将」。陰陽庁長官兼祓魔局局長で、京子の父親。鋼のような意志を滲ませる。陰陽師の名門倉橋家の陰陽道の社会的地位の向上という悲願を受け継いでいる。裏で「夜光の遺志を継ぐ」双角会を束ねており、呪術界の闇を広げようと画策する。
かつては偏った思想をもたず、泰純とも家同士の交流だけでなく先輩と後輩として良好な関係を築いていた。しかし美代を支え当主にならなかった父・久輝が死の間際に源司だけを呼び夜光の偉業や倉橋や相馬の歴史、更に父だけが知る秘密の書庫の鍵を渡したことが彼の人生を大きく変えてしまう。秘密の書庫に籠った後は父の意図を完全に履き違え、平将門の降臨に伴う陰陽師の名門倉橋家の陰陽道の社会的地位の向上という悲願にとりつかれてしまう。
過去二回の震災テロという予行演習を経た三度目の震災テロを計画していると見せかけ、実はかつて夜光が相馬の依頼を受けて行い失敗した『天胄地府祭』を、天皇ではなく平将門のための儀式を行うことが真の目的であった。美代や京子に対してはかなり昔の時点でまともに相手をするのをやめていたらしく、二人からもまともな家族として認識するのを諦観されている。
土御門夜光の転生であることが確定した春虎に対し、夏目の魂を取り戻すことを対価にかつての夜光のように相馬家と倉橋家の協力の下で陰陽道を発展させる同志となることを要請するが、コンの説得を受けた春虎に拒否される。
表向きは双角会掃討作戦に心を砕いているように振る舞っており、その実態は源司による単なるマッチポンプであることには天海でさえも気付かせないほど慎重に事を進めていた。実際に春虎を捕えるまでほぼ計画通りに進めており、野望達成まであとわずかであった。一方で自身が出した命令の結果を自分自身の目で確認せず部下からの報告のみで良しとする傾向が強く、それが原因で春虎を確保した後は徐々に計画が狂っていく。特に宮地が天海の命を奪うのを躊躇い拘束にとどめたことを知らなかったのは致命的であり、後に天海の脱出に気付かなかったことで春虎たちの本格的な反抗を呼び込んでしまうことになった。更にノーマークだった天馬が陰陽庁に単身侵入し、「鴉羽」の封印を解除するという誰もが想像しない大逆転劇が起きてしまう。この天海と天馬の行動によって春虎の籠絡にも失敗してしまうが、当初は大失態とはいえ長期に渡る計画全体にとっては些事と判断し、深刻には捉えていなかった。しかし、これらの出来事は全ての計画破綻へとつながっていく。
第二部でも、悲願達成のため精力的に活動している。夏目とコンが同一の魂をもつ転生者であったことに伴う泰山府君祭の一連の経緯には気づいていないため、陰陽庁に反旗を翻しても支局を狙うだけで直接自分たちを攻撃してこない春虎の意図を図りかね、いま一度彼と対話することを望んでいる。実は春虎の支局襲撃は陽動で自分たちが用意していた霊脈に罠を仕掛けることが目的であったことには気づかず、これが後の自身の落命につながってしまう。二月末日、幸徳井姉妹からの報告で土御門夏目が吉祥寺近辺に潜伏している情報を得て、夜叉丸からの提案で夜叉丸と蜘蛛丸を向かわせて、土御門の三人を拘束した。しかし、夏目が潜伏先から出かけていていなかったという報告を聞き、再度夜叉丸からの提案で即座に、土御門の三人を拘束したが同行していた未成年者が一人で逃亡しているというニュースを各マスコミに流した。
そして、春虎が第三の震災テロを予告を出したと捏造し、天海や大友を追い詰める万全の布陣で臨んでいたが、天海の「月刊陰陽師」のネットによる告発を受け、わずか三日の間に長年の計画が全て狂うことになる。監視していた「月刊陰陽師」は京子の真摯な訴えを契機に編集長自らが陰陽庁への徹底抗戦を決意、一般人に分かりやすいよう源司をターゲットにした告発動画を公開し、法案改正のため仕組まれた双角会を巡る源司のマッチポンプが世間に発覚することとなる。監視していた三善と山城は源司のやり方に疑念も抱き、木暮と蜘蛛丸の戦いがきっかけで若宮と接触、源司が数々の陰謀に手を染めているという確証を得てしまったことで十二神将の離反を招く。天海のネット告発翌日には、冬児と美代と連絡をとった直田によって公安の強制捜査が開始、防衛省と警察庁の対立に巻き込まれる形で源司と益観の権力基盤が崩されてしまう。そして、立場が危うくなったとして陰陽庁を切り捨て、陰陽庁の職員たちが天海たちの帰還を大歓迎するのを見越して天海たちを結界で陰陽庁に閉じ込め、儀式までの時間を稼ぐ。上巳の当日、『天胄地府祭』が行われている神田明神の地下で勝利を確信していたが、春虎が支局襲撃の裏で仕掛けていた罠が発動し、霊脈が狂うという大失態を招いてしまう。更に大友の襲撃は想定内であったものの、大友が呪術戦ではなく拳銃による物理攻撃を行う可能性を見落としていたため、多軌子を守る術をもたないという事態に陥る。そして大友との闘いの末に、多軌子を庇って射殺された。
白阿（はくあ）、黒吽（こくうん）
倉橋家当主に代々受け継がれる使役式の護法。白と黒の獅子の式神。
天海 大善（あまみ だいぜん）
声 - 石丸博也
呪捜官の長を務める呪術犯罪捜査部部長。「神扇（しんせん）」と名高き十二神将で、甲種言霊を自在に操る幻術のプロフェッショナル。二つ名の由来でもある扇がトレードマークの老練の呪術師。対人呪術においては業界最高の実力を誇る。美代とは古い付き合いでツーカーの仲。
双角会掃討作戦の後に源司が双角会と繋がっていることを知り、協力を拒んだために倉橋らにより捕縛される（表向きは失踪扱い）。術者の死を引き金にした呪詛の発動を警戒した源司は、天海の呪力を完全に封印した上で、喉を焼き両手足の腱を切って術の行使を封じ、更に十日かけて死に至らしめるという禁呪をかけた。しかし、その後の天海の処分を命じられた宮地が命までを奪うやり方に躊躇し、対象者を「凍結」させる禁呪をかけ直された上で監禁するという方法に独断で変更したことで九死に一生を得ていた。その後は自身の式神である朧やトリックスパイダーを利用して脱出の機をうかがい、春虎奪還騒動の際、天馬を援護して春虎の逃亡を助け、自身も道満の式神によって助け出された。その後、大友に呪術で治療された後、連絡を受けた美代によって倉橋家の別邸に匿われた。
第二部では、冬児とともに地下に潜伏し、春虎たちの動向を探りながら鏡に冬児の特訓の依頼をする。土御門一門の捕縛を知ると、合流に備えて冬児に鈴鹿の迎えを命じ、自身のコネで拠点となる倉庫を確保した。夏目とコンが同じ転生者の魂をもつために春虎が単独行動をとらざるをえないことを知らないため、自分たちと連絡をとらない春虎の行動を疑問に感じつつも春虎にとっては必要な行為であると信じている。大友との再会においては彼が並々ならぬ決意をもって源司たちと決着をつけようとしていることを察し、敢えて自分たちと距離をとろうと淡々と接していることを察し、大友の態度に納得がいかない冬児たちにも説明し皆を宥めた。
源司によって春虎が第三の震災テロを予告を出したと捏造されたことで窮地に陥るが、覚悟を決めて反撃を開始したことでわずか三日の間で全ての状況が激変することになる。一縷の望みをかけて源司たちとの戦いに協力を頼んだ「月刊陰陽師」は京子の真摯な訴えを契機に編集長自らが陰陽庁との徹底抗戦を決意、一般人に分かりやすいよう源司をターゲットにした告発動画の公開し法案改正のため仕組まれた双角会を巡る源司のマッチポンプが世間に発覚することとなる。当初は陰陽道に興味のある人々しか話題にしなかったネットによる告発動画であったが、天海の体に刻まれた喉や両手足の大怪我、源司でなければ不可能な呪詛などが決め手となり、源司の関与が世間でも騒がれることになる。そして、源司たちが発した陰陽庁内の戒厳令や公安による強制捜査により十二神将も離反、千載一遇の機会として故意に「出頭」と宣言しマスコミに囲まれる中で陰陽庁に帰還し、指導者を失っていた陰陽庁の職員たちから大歓迎を受ける。
朧（おぼろ）
扇型の機甲式。天海と同等レベルの思考・判断力を与えられており、彼が倉橋に拘束された際には密かに接触し、拘束から脱するために動いていた。夜叉丸に破壊される。
金士（きんじ）、銀次（ぎんじ）
天海の護法式。陰陽庁製人造式「モデルG1・仁王」をカスタマイズしたもの。名の通り金士は体が金色で、銀次は銀色。
宮地 磐夫（みやち いわお）
声 - 石塚運昇
祓魔官を束ねる祓魔局修祓司令室室長。十二神将の一人で、当代最高と言われる源司に対して「当代最強の陰陽師」と謳われる。単なる対人戦に限れば大友でさえも退けると予想されており、天海の呪術でさえも呪術ごと焼き払ってしまうため基本的に効果がない。一方で意思や信念がなく流れに身を任せるだけであり、指示がなければ積極的に動かないうえに相手が誰であろうと気分次第で敵にも味方にもなる存在でもある。そういった場合でも実力的に誰も責任を追及できないため味方にしても敵にしても使いどころが難しい実力者になってしまっている。
渋くも人懐っこい雰囲気の中年で、髭面から若い陰陽師からは「閻魔（えんま）」と呼ばれているが、本当の二つ名は「炎魔」。不動明王の申し子とも呼ばれ、火炎系の呪術の手ほどきを鏡に施している。祓魔官としてスタンダードな火界咒を別次元の強さで扱うことができ、陰陽庁に攻め込んできた道満相手にも引けを取らず、彼から「下手をすれば弘法大師に匹敵する法力」と言わしめた。だが火界咒以外の呪術を使うところがほぼなく、道満から「芸が乏しい」と言われ、大友には見劣るともいわれた。星宿寺の出身で、同じ寺の常玄からも「本物の怪物」と評されている。
実は双角会の裏のからくりを知っていた一人で、倉橋源司の腹心でもある。以前力を暴走させ死にかけた経験から自分の意思や信念といったものを喪失させてしまった。以降倉橋の式神として状況に流されるがままに行動しており、物事や自分を含む人間の生死に対し非常に淡白になっている。しかし、全く情がわかないわけではなく、天海を拘束した際にも彼の殺害を躊躇している。
第二部では、星宿寺出身であったことから星宿寺に関する一件にも最初から外されており、その理由としては情が湧いて星宿寺に味方してしまう可能性を源司たちから指摘されていた。二月末日に祓魔局新宿支局別棟の屋上で春虎たちを大威徳法で動きを封じるが、現れた道満によって妨げられた。弓削が倉橋たちの陰謀を知り、宮地に真偽を問いただしに来た際には、あえて嘘でごまかすことをせず、悪役を演じることで弓削の祓魔官としての矜持を奮い立たせた。その様子を見ていた三善からは、「屈折している上に甘い」と皮肉を言われた。上巳の儀式の日に春虎と対峙した際、何故倉橋に与するのかと問われ、彼の動機を聞いた春虎から「あんたが一番最悪」と評されると同時に力を暴走させた共感から同情もされた。
三善 十悟（みよし とうご）
声 - 土田大
十二神将の一人。特別霊視官。「天眼」の二つ名を持つ。替えが効かない人材と言われる霊視官の中でも別格と言われるほど優れた見鬼の能力を持つが、呪術戦には不向きであり戦いになれば全く相手にならないと自覚している。蘆屋道満による陰陽庁襲撃予告の対策会議に参加していた。常に冷静でどんな状況でも自分を貫くマイペースな性格。自身の能力や非力さを弁えており、弓削や山城に平然と自分を守るよう言い放つなど常識にとらわれない天然さ。
第二部では倉橋源司の命令で弓削や山城と共に星宿寺へ赴き、星宿寺との交渉を行う。その後、倉橋長官の意向で呪捜部に異動する。木暮が八瀬童子と戦って捕らえられた際に、八瀬童子の霊気が荻窪で「陰陽庁のために」春虎を足止めした式神であることを看破し、山城とともに見張りの呪捜官を撒いて確認に行ったところ、木暮の式神・獺祭と木暮と手を組んでいた若宮と接触し、事態の真相を知る。その後、幸徳井の双子と弓削を味方に引き入れ、その際に宮地に決別を告げた。
宮地の評価としては、納得がいかないことは自分が納得できるかどうかで結論を出すという、自分で物事を決められるタイプとされている。
弓削 麻里（ゆげ まり）
声 - 井上麻里奈
十二神将の一人。独立祓魔官。24歳。「結び姫」の二つ名を持つ結界術師。以前は宮地のことを尊敬していたが、現在は彼のいい加減な振る舞いと自分を「マリリン」という呼び名で呼んでくるために所々で苛立ちを見せ、内心（携帯の電話帳にも）「ヒゲ」と愚痴をこぼしている。
蘆屋道満による陰陽庁襲撃予告の対策会議に参加していた。第一部の終盤で、倉橋源司の命令で宮路と共に土御門泰純の拘束に向かうが、鷹寛たちの介入によって取り逃がした。その後、宮地からの命令で陰陽庁で待機していたが、蘆屋道満による二度目の襲撃が起こり、宮地と共に迎え撃った。
第二部では、倉橋源司の命令で三善や山城と共に星宿寺へ赴き、星宿寺との交渉を行った。二月末日には、陰陽庁から脱出しようとした鈴鹿を結界で拘束するが、冬児が現れた事で鈴鹿たちに逃げられてしまった。「月刊陰陽師」による天海の告発により事態が読み込めず困惑する中、幸徳井の双子から呼び出しを受け、共にいた三善や山城や若宮の話から、天海の告発が真実であることを知る。その際、宮地に協力を仰ぐべきだと主張するも、山城から宮地が倉橋側の立場であると言われ、宮地に真意を問いただしに行く。そこで宮地から真相を伝えられ、同時に敵の可能性がある自分にわざわざ接触し、自分で考えずに他人から正解を求める行動を批判され、涙ぐむ。しかし、宮地の計らいにより祓魔官としての矜持を取り戻し、宮地たちを信じたくないという思いがありながらもテロリストとして決別を示す。その後、三善たちと行動するなか、儀式が行われると、新宿で蜘蛛丸と戦う夏目たちのもとへ山城と共に加勢に向かった。
宮地の評価としては、納得がいかないことは誰かに答えを出してもらい、それにすがるという自分で物事を決められないタイプとされており、十二神将で彼女だけが疑惑の目を向けられている宮地に答えを聞きに来たことを心から嘆かれていた。
山城 隼人（やましろ はやと）
第一部と第二部の間に国家一級陰陽師になった十二神将の一角。倉橋局長の直弟子で、陰陽塾では夏目たちの2学年上の先輩だったが、2年で陰陽塾で学ぶべきことは学び終えたとして、夏目が入学した時には陰陽塾から去っていた。倉橋との関係から夏目たちからは倉橋の協力者と思われていたが、実際は何も知らなかった。天海でさえも源司の子飼いと疑っていたが双角会の思想や理念とは無縁であり、あくまで自分の才幹を披露することに重きを置いていた。家柄や実力の高さから当初は上昇志向が強いうえに他人を利用し使い捨てることも当然と考える傾向が強かったものの、夏目との戦いを経て窮地に追い込まれたことのない自分の場数の少なさを再認識、己を鍛え直す必要性を感じる。
倉橋の命令で弓削や三善と共に星宿寺へ赴き、星宿寺との交渉を行う。しかし実は倉橋から密命を受けて、星宿寺の協調派のリーダーである理妟と以前から接触しており、理妟の立場を保証する密書を彼に渡した（実は密書は呪術による幻術が仕込まれた偽物でしかなかった）。その後、三善からのアドバイスで夏目を発見して捕縛しようとするが、鷹寛たちの介入によって取り逃がした。
大友の捕縛任務では木暮、三善とチームを組み挑むも逃げられた。木暮と行動する中、倉橋から木暮の行動を見張るよう命令されていたが、土御門一門の捕縛に際し裏で動く者の存在を悟るなど現在の陰陽庁の状況に疑念を募らせていく。後に木暮が逃がした獺祭と若宮を保護したことで真相を知り、倉橋に背いて三善たちと行動を共にすることを選んだ。儀式が行われたときは木暮のバイクで弓削と共に新宿に駆けつけ、夏目たちのサポートに回った。
滋岳 俊輔（しげおか しゅんすけ）
第二部現在、五名で構成される独立祓魔官の一人。複数の式神を一つの部隊のように的確に指揮して迅速に修祓を行う様から「大佐」の二つ名を持つ。『上巳の再祓』の少し前に霊障を負い現場から離れていたが、春虎の覚醒から間もなくして復帰している。生来病弱で秀でた才能を持たず、陰陽第I種取得も30代になってからの「遅咲き」だが、それゆえに個々人の才能に左右されないシステマチックな霊災修祓を理想とし、その実現を目指している。2月末日に、倉橋源司からの命令で迦楼羅を始めとする式神群で夏目たちを追跡・捕縛しようとするが、夏目たちに式神群を撃破され、取り逃がした。そして、決戦前日に「月刊陰陽師」での天海の告白を知り、決戦当日に「霊災感知網」の異常作動に動揺しながらも「装甲鬼兵」が出現すると、任務だと割り切って機甲式の式神『FAR』数機を出動させる。
宮地の評価としては、納得がいかないことには納得がいかなくても仕事である以上は取り組むという姿勢で割り切っているという、自分で物事を決められるタイプとされている。
迦楼羅（かるら）
滋岳の要望によって開発された汎用式。滋岳自身も開発に関わっている。ラジコン飛行機に似た全幅2mほどの形状をしており、霊災現場の状況を滋岳に中継する検知式であり、同時に霊災修祓特化型護法式の式符を多数運搬する輸送式でもある。滋岳の呪力を中継して護法式を生成する中継点の役割を果たす。
幸徳井 白蘭/幸徳井 玄菊（かでい びゃくらん/かでい くろぎく）
三善と同じく日本に三名しかいない特別霊視官である双子。陰陽道において土御門に匹敵する名家・賀茂の宗家である幸徳井家の令嬢であり、産まれながらにして優れた見鬼の才を持つ。マスコミから付けられた異名は「双瞳姫」。物心つく前から英才教育を施されたサラブレッドであるが、20代後半となった今でも世間知らずでマイペースな性格に育ってしまった。外見も年齢以上に幼く見える。お互いの霊気を共鳴・増幅させることで三善以上の見鬼の感度を発揮できる特技を持つ。三善のことは自分たちに比肩する見鬼の才の持ち主として尊敬しており、基本的に彼には追従の姿勢を見せている。
三善が呪捜部に異動した後は、二人だけで都内の霊災監視任務を維持し続けている。彼女たちが見たある霊気が、事態を大きく動かす発端となる。三善が陰陽庁の犯罪に気づいた際に、彼に仲間に引き入れられる。

#### その他の職員
渡辺 憲一（わたなべ けんいち）
祓魔局情報課課長。陰陽Ⅱ種の取得者で、三善の上司に当たる人物。上巳の再祓の発生時、Dの強奪予告やテロの対策会議の際に登場した。同課の霊視係は係長の三善が束ねていたが、彼が呪捜部に出向してからは渡辺が霊視官たちを直接指揮している。
室長
祓魔局の第一オペレーションルームの室長。陰陽Ⅲ種の取得者で、気さくな人物。上巳の再祓の発生に対応した。
江藤（えとう）
声 - 佐藤健輔
祓魔局目黒支局の第十三隊の小隊長で、陰陽塾講師藤原の元部下。陰陽塾のアンチとして有名だが、それ以上に規律と正論を重んじる厳格な人物。同局ではトップスリーに入る実力者でもあり、成長途中にあった春虎と模擬戦ではあるが真剣勝負を繰り広げた。実は双角会の六人部、牧原とは同期であり、構成員でないものの双角会に対して手助けを行っていた。双角会の掃討の際には諦観の気持ちを抱きながら、夜光の転生と目していた夏目に接触し、彼女とその場に居合わせた春虎に、双角会にいた同期たちの気持ちを代弁するように告白した。六人部から霊災を起こす道具を預かっていたが結局使わず、夏目との会話の後にしびれを切らしたシェイバによって両断され即死した。
藤原 健一（ふじわら けんいち）
総務部所属。塾講師の藤原の甥っ子。天馬の陰陽庁の潜入時に、名前を拝借された。本編未登場。
家原 忠士（いえはら ただし）
開発研究部部長。重工業メーカーの富士川重工と共に、モデルFAR・Ver7を開発した。

### 双角会
相馬 多軌子（そうま たきこ）
声 - 金元寿子
先の大戦時、土御門夜光の呪術的才能に目を留め、彼を軍部へと招いた一族「相馬」の末裔。周囲からは「姫」と敬称され、自身もそれに相応しい品格を備えている。
外見は春虎達と同年代の赤毛の少女であり、基本的には純粋で人懐っこい雰囲気を持つ。しかし、その特殊な生い立ち故か世俗や人の心の機微に疎く、またその盲目的な思考傾向により人に自分の考えを押し付けてしまう悪癖がある。たとえ相手を迷惑をかける行為であっても、相手に理解が足りていないために起きる悲劇なのでいずれ相手の為になると考えている。このため自分が無自覚で悪意をもたらしていることは思い至ってすらいない。鈴鹿以上に一般常識に疎い上に他人との距離の取り方は壊滅的であり、北斗を巡る関係を話し合えないでいる夏目と春虎の関係上に話すべきことを話さず尋ねるべきことを尋ねない性格が後に夏目の死を招いてしまう。
自身を「土御門夜光の盟友」であると語り、かつて彼と共に挑み、果たすことができなかった「相馬の悲願」の達成を目的に行動を開始する。使命感と共に孤独感を抱いており、使命を共有し共に歩む盟友を求めている。そのため土御門の一族、特に夜光という存在に対し非常に強い執着心を抱き、彼の一日も早い覚醒を願っている。
真の双角会の一員としての身分を隠し、春虎達に接近。彼女自身は土御門家やその学友達に対し好意的に接するが、理由や真実を明かさぬまま自分の望みを一方的に押し付ける行動が災いし、春虎や夏目に拒絶される。それでも自らを正しいと信じ切る態度は改まらず、更に春虎と夏目にまつわる泰純の偽装工作を知ったがために暴走。春虎や夏目の意思を無視して「鴉羽」を解放し、結果として夏目の命を奪うという春虎達に悲劇をもたらしてしまう。その後、夏目が死んだと聞いて激しく取り乱したと蜘蛛丸が春虎に語っており、祓魔局に侵入した春虎たちの前に現れた時には泣き腫らした様子を見せ、夏目の遺体を素直に引き渡した。
第二部では、陰陽庁で監視を受けながら研究を任されている鈴鹿に頻繁に接触し、彼女と友達になろうと努力していた。そして二月末日、泰純たちが拘束され夏目が一人で逃亡しているニュースを見て、夜叉丸と蜘蛛丸が自分の側から離れた理由に気付き、倉橋源司と面会して自分も現場に行くことを承諾させ、ヘリで向かった。そして、現場でヘリから飛び降りると「神降ろし」を行った事で霊脈が脈動し、複数の霊災が発生した。しかし、春虎が鎮魂の呪文で多軌子を鎮めたことで意識を失い、夜叉丸に受け止められた。「神おろし」を一時的ではなく継続的に行うよう試みた影響で時間が経っても感情の起伏が希薄な状態になっており、鈴鹿から観れば完全にトランス状態という危険な兆候が見られていた。更に自分の好意が受け入れられない場合は一瞬で感情が爆発しかねない状況に陥っており、人として引き返せない領域に踏み込みつつあった。そして、想定を超えた春虎の奇襲と呪術ではなく拳銃で使うという大友の強襲により源司を失うも、自身に平将門を降臨させることには成功した。
比良多 篤祢（ひらた あつね）
声 - 石田彰
呪捜部を引退した大友の後釜として、双角会の捜査をしていた呪捜官。髪の一部が赤い房になっている青年で、天海曰く「呪捜部のホープ」。双角会と内通していたが、作中に登場するのは多軌子が呪術で変装していた姿であり、本来の比良多の所在は不明。
大連寺 至道（だいれんじ しどう） / 夜叉丸（やしゃまる）
声 - 櫻井孝宏
元宮内庁御霊部部長で、元十二神将。二つ名は「導師（プロフェッサー）」。鈴鹿の父。倉橋源司とは陰陽庁の同期で、昵懇の仲でもある。
性格は軽薄かつ冷酷で、自分自身や実子を平気で呪術の実験台にする狂人。鈴鹿曰く性格のアバウトさは彼のヤバさに直結している。
「上巳の大祓」を起こし、自らはフェーズ4「タイプ・オーガ」と化して死亡する。しかしそれから数年後、「相馬の秘術」により式神・八瀬童子として転生。生前の記憶を保持したまま多軌子の使役式として復活し、自らを「夜叉丸」と名乗る。外見は、多軌子に合わせて右眼にモノクルを装着した青年の姿を取っている。生前を遙かに凌ぐ強大な力を蓄えており、初登場時には「鴉羽」を纏った春虎、鬼化した冬児、そして鈴鹿の三人を容易く一蹴した。
元は相馬家の傍系で旧名は相馬至道といい、神道系の大家である大連寺家に婿入りした。
第二部でも多軌子と行動を共にしており、相変わらず陰陽庁の長官室に無断で侵入している。
六人部 千尋（むとべ ちひろ） / 蜘蛛丸（くもまる）
声 - 諏訪部順一
元宮内庁御霊部のナンバーツーで、かつての至道の片腕。双角会の一員にして「上巳の再祓」の首謀者であり、騒動中に禅次郎と相対するも、自らかけた呪術によって自殺した。陰陽師としての腕は一流であり、十二神将の禅次郎でも手こずるほどの実力を誇る。夜光の信奉者で、テロ決行前に見かけた夏目を北辰王と呼んでいた。土御門家の偽装工作を知った多軌子に荷担し、春虎に鴉羽を着せるも結果として夏目を死なせてしまい、春虎に謝罪していた。至道の弟子として教えを受けた影響から、至道同様人の精神を熟知し利用するという恐ろしさを持っており、同時に至道と違い、人並みの「情」を持っている。
至道共々「相馬の秘術」により式神・八瀬童子として復活し、自らを「蜘蛛丸」と名乗る。至道同様に八瀬童子としての強大な力を有し、暴走したシェイバ以上の手強さを見せる。
第二部でも、多軌子と行動を共にしている。
佐竹 益観（さたけ ますみ）
新民党の若手議員。大連寺至道の甥であり、佐竹家にとって相馬家が主家にあたる。御霊部設立にも関わっていた。双角会の裏の絡繰りを知っている一人でもある。表向きは女性受けの良い政治家であり天海からは芸能人のような政治家と酷評されている。一方で政治の裏世界では有力者たちにも顔が広く、選挙の際とはまるで違う実務家としての顔を本性を発揮している。しかし多軌子の評価としてはその本性すらも偽物であり、本人も気づいていない益観の本性は破滅志向に傾倒していると見抜かれている。このため天海のネット動画による告発という起死回生の手段で追い詰められても焦らないのは余裕ではなく、追い詰められてることもそれはそれで彼にとっては愉悦の一つに過ぎないためであった。
牧原 義隆（まきはら よしたか）
声 - 最上嗣生
双角会の一員で、表向きは祓魔局新宿支局の祓魔官。六人部とは陰陽庁に入庁した時の同期である。源司たちによる真の双角会によって作られたマッチポンプ用の双角会に所属していることには最期まで気づくことなく、双角会の指導的役割を担うことになっていた。双角会において夜光の信奉者でありながらも狂信しているわけではなく、陰陽道の発展のために夜光の偉業に倣うべきという多軌子たちと同じような思想を持ち、それゆえ夜光にすがりつく部下の信者たちに隔絶と責任を感じている。
源司たちによる真の双角会によって仕組まれた過去二回の震災テロに対しても何とか阻止しようと奔走していたらしく、表向きは嘆きつつも本心では狂喜していた同僚たちに虚しさを感じていた。彼の目的はあくまで社会の隅に追いやられている陰陽師たちの待遇改善であり、明らかに過重労働を強いられてる現状を合法的に解決するための労働組合に近い組織を目指していた。
7巻での双角会掃討作戦で同志と共に呪捜部から追い詰められて脱出を目指すが、双角会のカラクリを知らずに口封じのため、比良多（多軌子）に拳銃で射殺された。
呪搜官の夜光信者 / ニセ飛車丸
声 - 上田燿司
春虎が入塾する前に夏目が夜光信者に襲われた件で夏目に取り調べを行っていた呪搜官。道満から自分が飛車丸の生まれ変わりだと聞かされてそれを信じ、彼から角行鬼の偽物を式神として受け取っている。さらに長期間による暗示を受けていたため、人格が自分のものと角行鬼を名乗るものの二つに乖離している。夜光の生まれ変わりである夏目に心酔するが、その信仰は歪んでおり、自分の理想像を夏目に押し付けている。アニメではオネエになっている。
夏目が春虎と喧嘩をして別れた際に正体を現し彼女を拉致。夏目に大きな影響を与える春虎を嫌悪し蠱毒によって抹殺しようとした。蠱毒を返され春虎たちが駆けつけたことで退散しようとしたが、夏目から妄想と呼び捨てられ拒絶されたことで激情を顕にし、偽の角行鬼を使って春虎たちを襲う。しかし春虎に角行鬼の制御用仮面を割られて動転し、逃亡。逃亡中に大友に拘束され、陰陽庁に引き渡される。
高坂（こうさか）
声 - 家中宏
アニメにて登場。陰陽庁で呪具の鑑定の仕事をしていた男。呪捜部の動きを察知し、同志たちと落ち合い、信者たちの音頭を取っていた。牧原の指示で霊災に乗じて逃亡を図るも、取り押さえられる。

### 土御門家
土御門 夜光（つちみかど やこう）
声 - 置鮎龍太郎（少年時代 - 石川界人）
半世紀ほど前の人物で、先の大戦中に現代の陰陽術の礎を築いた稀代の大天才にして「伝説の陰陽師」。生前は大日本帝国軍人であり、復活した陰陽寮においては陰陽頭を務めた。安倍晴明の再来とも称えられたほどの天才陰陽師であり、その比類無き天賦の才を以て廃れつつあった呪術界を復興させ、土御門家を再び繁栄に導き、現代においてもなお彼が遺した功績は計り知れない。しかしながら、何らかの大儀式によって東京に霊災を引き起こした張本人でもあり、彼の所行により現在の土御門の名は悪名として通っている。土御門家の栄光と衰退を象徴する存在。彼を信奉する者たち（＝夜光信者）からはその名前を北極星になぞらえられ、「北辰王」と敬称されている。
既に故人だが、源司や至道などの高位陰陽師の研究により、失敗したと思われた儀式は実際には成功しており、現代に転生を遂げた可能性が極めて高いとされていた。そして、星詠みによって「土御門泰純の息子として転生する」と予知され、その転生は確実なものとなった。長らく、土御門家次期当主の夏目こそがその転生者であると目されていたが、それは現土御門家による偽装工作であり、実際には春虎として転生していた。
土御門 泰純（つちみかど やすずみ）
声 - 速水奨
土御門家現宗主で夏目の父。星詠みの力を持つ。
実は春虎の実父。夜光が実の息子に転生するという星を読み、彼にその業を背負せまいと春虎を鷹寛と千鶴に預け、自身は若杉家から夏目を引き取り育てた。感情を表には出さなかったものの、夏目には「身代わり」としてではなく、実の子同然の愛情を注いでいた。
第二部でも鷹寛たちと行動を共にしており、星詠みで春虎が星宿寺を訪れることを察知した。その後、秋乃を同行者に加えて東京に潜伏していたが、二月末日に夜叉丸と蜘蛛丸に先手を打たれ、鷹寛や千鶴と共に拘束された。そして、鷹寛たちとは別の場所に幽閉された。
雪風（ゆきかぜ）
土御門家に仕える白馬の式神。鈴鹿との戦闘では夏目が、「上巳の再祓」ではあらかじめ倉橋塾長のもとに形式を郵送し、冬児が借りて使用している。一部終盤では春虎の暴走を止めるために夏目と、陰陽庁から春虎を奪い返すために冬児と共に行動した。
土御門 鷹寛（つちみかど たかひろ）
声 - 志村知幸
春虎の養父。土御門の分家筋であり、泰純の式神。名うての陰陽医だが元呪捜官で、その実力は健在。冬児の治療と封印を施した人物で、第一部の終盤まで彼の診察を続けていた。
第二部でも泰純たちと行動を共にしており、星宿寺近辺で山城に捕えられそうになっていた夏目を、千鶴と共に救った。
土御門 千鶴（つちみかど ちづる）
声 - 渡辺明乃
春虎の養母。実年齢に反して若々しい外見を持つ。
元祓魔官の凄腕陰陽師。雷の術を得意とし、「人間発電機」の異名（本人は「アキバのラムちゃん」「祓魔局の天神小町」「閃光のレディ・サンダー」と自称しているが、そちらはあまり広まっていない模様）を持つ、かつての霊災修祓部隊の女隊長。十二神将ではなかったが、当時は破壊力だけなら当代五指に入ると言われるとまで謳われた。
陰陽庁による土御門家襲撃の際、泰純や鷹寛と共に屋敷を燃やして逃亡し、地方都市に潜伏していたが、夏目の死の報せを聞き、動揺する。
第二部でも泰純たちと行動を共にする傍ら、夏目に呪術を教えているようで、夏目に自身の式神・霹靂を譲った。星宿寺近辺で山城に捕えられそうになっていた夏目を、鷹寛と共に救った。
土御門 優子（つちみかど ゆうこ）
泰純の妻で、春虎の実母。旧姓は若杉（わかすぎ）で、土御門家の支流に当たる。
春虎を産んだ後、20代の若さで早世している。実は飛車丸が土御門小蔭に残した置き手紙を読んでおり、飛車丸の正体を知っていた。その為、春虎を出産してすぐに訪問して来た飛車丸に「お飛車さん」と呼んで、春虎のことを頼んだ。
彼女の母親も夏目が小学校に上がる前に病気で亡くなっているが、泰純の手伝いで夏目の世話をしており、夏目から「若杉のお祖母ちゃん」と慕われていた。
土御門 小翳（つちみかど こかげ）
夜光の妹。#過去編の登場人物を参照。

### 星宿寺
常玄（じょうげん）
星宿寺の阿闍梨を務める初老の男。十二神将をも超える実力をもつ。星宿寺の干渉を行う陰陽庁に対抗すべく、夜光の転生たる春虎の招聘を行う。春虎に星宿寺の官長になるよう求めるも断られ強硬手段に出た。本堂を放棄してでも勝利しようとしたが、完敗を喫し寺を崩壊させた責任として自害しようとするも理妟に止められる。
理妟（りあん）
星宿寺の阿闍梨を務める若い男。陰陽庁に属することを願う改革派のリーダーで保守派の常玄とは対立している。裏で倉橋長官の密命をうけた山城と取引で星宿寺を陰陽庁の傘下にいれれば官長になることを約束されていたが、実際には幻術で騙されていた。星宿寺崩壊後、自害しようとした常玄を止め、寺の人間を守るために生きろと説得した。
忠範（ちゅうはん）
星宿寺の阿闍梨を務める男で、秋乃たちの指導係を務めている。かつては陰陽庁で祓魔官を務めており、上司との意見の食い違いで陰陽庁を辞し、巡り巡って星宿寺に身を寄せるようになった。陰陽庁時代に後輩の六人部、牧原、江藤と親交があり、彼らから夜光についての話を熱心に聞かされていた。そのため星宿寺に現れた春虎を一目で夜光であると感じ、彼に話しかけられることに大いに動揺した。
千翁（せんおう）
星宿寺に勤める寺男。かなりの老齢で九十辺りから自分でも年がわからなくなっている。常玄たち阿闍梨からは軽んじられているが、常玄の師である真羅法師などには認められていた。寺での立場の低い秋乃をよくかまっている。土御門夜光のかつての友人であり、夜光からは「千さん」と呼ばれ彼とよく将棋を指していた。星宿寺に訪れた夜光の生まれ変わりである春虎と再会し、彼に非時（ときじく）の実を差し出した。その際に秋乃と一緒にいた夏目を見ていたことから、彼が泰山府君祭を行い失敗したことを察し、夏目が春虎の縁者であることを察する。春虎が去った後、夏目を迎えに来た鷹寛と千鶴に退路の案内をし、かつて夜光に将棋で百勝した際に取り付けた「なんでも言うことを1つ聞く」という約束を盾にして秋乃を連れて行くように要求する。その際、秋乃が相馬の血筋であることを鷹寛たちに告げた。
賢行（けんぎょう）
星宿寺の阿闍梨。外との連絡役を務めており、そのため剃髪をしておらず、一般人と同様の恰好をしている。女好きの破戒僧で、預かり衆たちの評判も悪い。秋乃のことはタイプではないのでせいぜいからかったりする程度だが、ほかの人たちと同様に生成りに対する差別意識がある。
星宿寺の崩壊後は陰陽庁の手を逃れ、裏の陰陽師たちの会合に身を寄せようとしたが、星宿寺の情報を聞きつけた大友に尋問を受ける。
真羅（しんら）
星宿寺の阿闍梨。#過去編の登場人物を参照。

### 過去編の登場人物
土御門 夜光（つちみかど やこう）
大日本帝国陸軍参謀本部管轄、陸軍陰陽寮の陰陽頭。#土御門家を参照。
飛車丸（ひしゃまる）
陸軍陰陽寮の陰陽助で、夜光の式神。#主要人物を参照。
角行鬼（かくぎょうき）
陸軍陰陽寮の陰陽将校で、夜光の式神。#主要人物を参照。
相馬 佐月（そうま さつき）
相馬家の当主。大日本帝国陸軍参謀本部に所属しており、まだ二十代前半と若年ではあるが中尉の階級にある。参謀本部の要請、そして相馬家の思惑から夜光に陰陽寮の再建を打診する。当初は政治的なアプローチが中心であったが、とある事件をきっかけに、忌憚のない関係を夜光との間に築き、彼と手を組み呪術の新時代を切り開いていくことになる。髪は鮮やかな赤色。陰の雰囲気をまとう青年で、名門の出に相応しい気品と、エリートらしい怜悧さを備えている。しかし、実際は呪術に対して深いコンプレックスがあり、相馬の悲願とはまた別の願望を心に秘めている。軍人としての節度に頓着せず、自身の弱さをさらけ出して交渉の道具にするような強かな面があることから、不良軍人の評を得たりもしている。だが、それでも夜光に比べればはるかに常識人で、普段は彼の破天荒な行動に大きく振り回されている。陰陽寮再建後は、新設された参謀本部第九課に異動。その際に二度昇進し、少佐の階級を得る。軍部と陰陽寮の緩衝役として奔走する日々を送っている。
八瀬童子（やせどうじ）
相馬家に代々仕える式神。禿頭の武士、蓬髪の武士、兜をかぶった武士、巫女の四体がいる。平将門の頃より仕えてきた古い式神であり、それぞれの実力は非常に高い。自我は摩耗しており、会話などは全くできないが、主のため忠実に働く。
土御門 小翳（つちみかど こかげ）
夜光の妹。両親を亡くした夜光にとって祖父母を除けば唯一の肉親で、大切な存在。小翳もまた、夜光のことを深く信頼している。一方でその溌剌とした性格から、何かと自由気ままな兄への説教役を担っており、夜光も多少の抗弁はするものの、基本的には頭が上がらない。ちなみに夜光の式神である飛車丸も、その余波でときどき説教をもらっている。飛車丸とは幼少の頃からの関係で、同年代の同性という近しい立場もあってか、こちらとも非常に仲がいい。
後に季行と結婚して、息子の光泰を儲けるが、双璧計画で夜光が死亡した後、土御門家当主となる。晩年に病を患って寝込んでいる最中に飛車丸と再会し、いずれ生まれ来る兄（夜光）の生まれ変わりとなる子供のことを頼んだ三日後に、息を引き取った。
若杉 季行（わかすぎ としゆき）
土御門の分家にあたる若杉家の三男。背広を着た学者風の青年で、常に笑みを絶やさないとても優しい人物。年齢は夜光の六つ上と近く、その人柄もあって彼や小翳や飛車丸とは、幼い頃から親しい付き合いを続けている。小翳とは許嫁だった時期があり、多少の紆余曲折はあったものの、後に小翳と結婚、土御門家に婿として入ることになる。
土御門 光泰（つちみかど みつやす）
土御門小翳と季行の息子で、土御門泰純の父親。若い頃は、嫁探しの為に東京に出て陰陽庁に勤めていたが、ある霊災の現場で窮地に立たされたところを飛車丸に助けられ、その美貌に一目惚れして自分の嫁にすると決める。しかし、結局は別の女性と結婚して故郷に戻り、息子の泰純を儲けた。
孫の土御門春虎が生まれる頃には、既に他界している。
倉橋 隆光（くらはし たかみつ）
土御門の分家にあたる倉橋家の当主。土御門家や若杉家とは異なり、明治維新の際に天皇と共に東京へと居を移し、財政界にて成功を収めた倉橋家の末裔。土御門家とは本家と分家の関係だが、実質的な力関係では逆転している。だが、隆光はあくまで分家としての立場に徹しており、「土御門なくして陰陽の道はない」とも公言している。夜光にとって口うるさい昔気質の親類であり、同時に身内では数少ない頼れる年長者でもある。夜光の奔放なふるまいに苦言を呈する反面、その天性の才能を愛し、飛躍して欲しいと願っている。
真羅（しんら）
星宿寺の阿闍梨で、闇寺の妖怪と呼ばれる凄腕の呪術者。星宿寺のNo.2だが、管長が高齢でほぼ引退状態にあるため、実質的にはトップの立場にいる。年齢は四十前後だが、見た目はそれ以上に若く、雰囲気は僧侶というより遊び人のそれに近い。大げさで芝居がかった仕草を好み、風紀よりも酒と宴を愛する生臭坊主だが、実際は世情に聡く、思慮深い一面を持つ。夜光とは、彼が十代前半の頃からの付き合いであり、彼のことを「坊」と呼び可愛がっている。
倉橋 久輝（くらはし ひさてる）
隆光の息子で、倉橋家の嫡男。活力にあふれた純粋な性格の少年で、憧れの存在である夜光を強く敬愛している。陰陽寮再建後は、寮が後進の育成を目指したこともあって入寮する。同年代の呪術者たちとすぐ打ち解け、彼らと一緒に好奇心の赴くまま日々問題を起こしている。後に美代と結婚し、息子の倉橋源司を儲ける。
相馬 章治（そうま あきはる）
相馬の分家を出自とする二十歳前の青年。鍛えられた体つきの迫力のある外見だが、その表情は愛嬌があり、性格も兄貴肌で面倒見がいい。呪術者としての技量は平凡だが、その腕っぷしと悪知恵から若い呪術者たちの中心となっている。久輝とも仲が良く、上記の問題の大体は、章治が久輝をそそのかした結果だったりする。秋乃の祖先にあたる人物。
相馬 章輔（そうま あきすけ）
章治の弟。久輝より二歳年下の少年。兄とは対照的に良識があり、年少組の中では一番信頼されている。ただその真面目さから口を滑らしてしまう一幕もあるなど、やや素直すぎるところもある。兄の章治からは、剣の才能を見込まれている。スピンオフ作品『Sword of Song』にも、改名して八雲暁兎の祖父として出演している。
佐竹（さたけ）
相馬の分家にあたる佐竹家の人物。大日本帝国陸軍参謀本部の大佐で、佐月の上官にあたる。陰陽寮再建に伴い、監督を目的として参謀本部内に第九課が新設され、同課の課長の役職につく。
矢野（やの）
大日本帝国陸軍参謀本部の中将。呪術とは無縁の人間だが、その有用性を高く評価しており、陰陽寮の再建に対して肯定的な姿勢を見せる。呪術を戦争だけでなく、国内における謀略で利用することも視野に入れるなど、抜け目ない人物。
出渕（でぶち）
大日本帝国陸軍参謀本部の中佐。野太い印象のある四十代の男性。参謀本部内で相馬と対立しており、夜光の対抗馬として顕明を担ぐ。彼をはじめとした在野の呪術者とのコネクションを多く持ち、それを活かして相馬と土御門へと戦いを挑む。その後軍を離れ、顕明と共に地下へと潜る。後に東京へ舞い戻り、顕明と共にある大事件を引き起こす。死者の蘇りに興味を抱いている。
大連寺 顕明（だいれんじ けんみょう）
大連寺教の教主。魂の口寄せを行う強力な呪術者。線の細い優男で、呪術を極めるためなら、人道にもとる行為もいとわない危険な人物。最初は出渕の要請から、政争の延長として土御門に戦いを仕掛けるが、その過程で夜光の呪術に魅せられ、その感動から神降ろしの悲願を抱くようになる。後に夜光と問答を繰り広げ、その中で神降ろしの答えを見出す。そして、靖国神社にてその儀を決行し、彼と再び対峙することになる。
大連寺 小通（だいれんじ こみち）
大連寺教の創始者。もとは土着の宗教であったが、息子の顕明への期待から、大連寺教を立ち上げる。本編未登場。

### その他の登場人物
早乙女 涼（さおとめ すず）
声 - 橘田いずみ
春虎の2年進級後、彼の前に現れた少女。幼女好きであるらしくコンに強い執着を見せ、また春虎のことも出会う度にからかっている。掴みどころのない見た目と性格に反して陰陽術の知識は豊富。かつては夜光という人物そのものについての研究を行っていたらしい。
その正体は大友・木暮の同期トリオ「三六の三羽烏」の一人にして、かつて宮内庁御霊部で夜光について研究していた呪術者。御霊部が解体されてからは行方をくらまし、道満の式神（本人は弟子を自称）として一時期行動を共にしていた。ただし、忠誠心は特になく、道満が形代を変えた後は幼女じゃなかったことが気に食わずより邪険に扱っている。木暮曰く彼らを裏切ったということから、大友や木暮が彼女についての話をすると言葉を濁す場面がある。
度重なる思わせぶりな発言と、春虎の前にだけ頻繁に現れていたことから、春虎が真の夜光の転生であることに勘づいていたことが推測される。彼の覚醒後は天馬に策を授け陰陽庁に放ち、自身は「泰山府君祭」による夏目の蘇生に協力した。
第二部でも、春虎たちと行動を共にしており、二月末日に霊的な不安定さが増大している飛車丸に対して助言を行っている。荒事の際は、土蜘蛛を操縦して春虎たちのサポートを行っている。
蘆屋 道満（あしや どうまん）
声 - 飛田展男
蘆屋道満の名を名乗る、死人のような外見に反して若々しい声を持つ老人。近年起きているいくつかの事件の背後にいる人物とされ、陰陽庁からは「D」の符丁で呼ばれている。たった一人で陰陽庁と陰陽塾の精鋭全員と闘っても特に問題ない実力を誇り、大友でさえも初見の際には片足を捨ててでも戦わず撤退すべきと判断したほどの圧倒的な存在感をもつ。一方で非常に気まぐれな性格であり、気に入った相手には敵味方問わず知恵を貸す自由人。角行鬼とは古い付き合いであり、呪術戦を繰り広げた大友のことも認めている。
その正体は、「荒御霊」と呼ばれる霊体となって永い時を生き続ける大陰陽師・「蘆屋道満」本人。
その身は既に霊的存在へ変貌しており、死体を形代として現界しているらしい。角行鬼の話によると過去にも何体か存在していたとのこと。
伝説の大陰陽師・安倍晴明の宿敵として現代に至るまでその戦歴は語り継がれ、同時に彼自身も晴明の末裔である土御門家に強い関心を寄せている。特に生前の土御門夜光とは面識があるようで、彼を非常に高く評価している。
陰陽塾を襲撃した際の大友との呪術戦時に、比良多（多軌子）がリムジンに仕掛けた爆弾によって老人の形代を破壊されるが、ストックしていた幼い少年の死体を新たな形代として復活する。勝負を通して気に入った大友に手を貸し、春虎が陰陽庁から逃亡した後は、先の術合戦で勝った褒美として大友を主とする式神契約を結んだ。
第二部では春虎の動向を追っており、陰陽庁の動きを掴んで星宿寺へ向かうが、一足違いで春虎とは接触できず、顛末を見届けるだけに留まった。天曺地府祭の成功で平将門が降臨した際は大友に相馬たちと共に呪術の深淵に向かうことを呼びかけたが、秋乃の口を借りた晴明から術比べの貸しを返せという要請を受け、大笑いしながら大友の霊力を吸い取り、形代を捨てて荒御霊としての姿で多軌子に対峙し、春虎たちの逃走を手助けした。
ゴズ / メズ
道満の護法である二体の鬼。ゴズはドレッドヘアに英語を交えたしゃべり口調の異様に太った大男で、メズはポニーテールに甘ったるい声で「～だわ」という口癖を使う細身の大女。ゴズの方は大友を若造と呼び彼に従うことを良しとしていないが、メズは道満の命令に素直に従い大友を「ボス」と呼ぶ。二人とも主の道満を崇拝しており、それぞれ「マスター」、「ドーマン様」と呼び慕っている。

平 将門（たいらの まさかど）
日本の歴史において新たな天皇を名乗り、朝廷からの独立をもくろみ、史上に残る大乱を引き起こした人物。相馬家の先祖として、現在は東京にて御霊として祀られている。
大連寺 利矢（だいれんじ としや）
声 - 矢島晶子
鈴鹿の兄。父・至道から鈴鹿以上の禁呪の実験を受け、その負荷で命を落とす。妹の鈴鹿にはどんな過酷な状況でも気にかけており、当時の鈴鹿の心の支えだった人物。
ソハヤ
至道の実験により猫に霊的存在を取り憑かせた生成り。実験後処分されそうになったところを利矢に引き取られて彼の式神となった。彼の死後も生前に注ぎ込まれた呪力で稼働し、人付き合いの苦手な鈴鹿の唯一の話し相手となっていたが、彼女が春虎たちに接触する少し前に呪力が切れて猫の体から抜け出てしまい、宿主である猫自体も死を迎えた。いずれこうなることは察していたようで、鈴鹿に自分以外の友達ができることを願っていた。
天馬の祖父母
百枝家の当主を務める天馬の祖父と祖母。祖父はとても厳格な性格で、祖母は逆におっとりとした陽気な性格。ウィッチクラフト社を立ち上げた娘夫婦とは喧嘩別れをしたまま死別しており、娘たちを理解してあげられなかったことに後悔している。（個々の実力の高さを誇りに思う陰陽師の中でも重鎮であったため「個人の力量に左右されることなく性能を発揮できる」を開発した娘夫妻を称賛することがでない立場にあり、結果的に陰陽師全体の実力の低下を招いた夫婦の親として各方面から批判を受けてしまっていた。）孫の天馬のことは複雑な心境ながらも大切に育てており厳格ではあっても親身に接している。彼が陰陽術の実技が苦手でありながら、自分たちの期待を背負おうとしていることに立場上何も言えないことを不甲斐なく感じ、担任である大友に天馬を一人前に育ててくれるよう頼む。天馬もそのことは理解しており、家族関係としては良好である。
第二部では実技の評価を隠しながら陰で陰陽術を磨き、実力をつけた孫の成長に驚いている。その姿に娘たち同様自分たちの元を離れていくことを予感するも、今度は間違えないことを強く誓う。鶴田と連絡を取り合っていたことがうかがえる描写がある。
鶴田 亀雄（つるた かめお）
天馬の両親の直接の部下でウィッチクラフト社創業時からのメンバーの一人。現在はウィッチクラフト社の開発センター長。四十手前のがっしりとした体躯にリーゼントという外見どおり豪放で大らかな人柄。冗談のような名前だが本名であり、縁起のよさから会社に採用されたと言う。天馬の両親の死後も天馬を気にかけており彼を会社に誘ったほか、書類上は廃棄処分とした中古の式符を彼に横流ししただけでなく、天馬の両親が開発した機甲式「羽馬」を保管し続けていた。
天馬の母
声 - 小島幸子
百枝家から天馬の父と駆け落ち同然に出奔しウィッチクラフト社を設立した。本編以前に事故によって二人とも死去。ウィッチクラフト社のチーフデザイナーとして著名で、その開発した式神は「個人の力量に左右されることなく性能を発揮できる」面で画期的なものであり、陰陽庁でも使用され続けている。
天馬の父
天馬の母と駆け落ちし共にウィッチクラフト社を創業。ウィッチクラフト社のチーフエンジニアで、同時に妻同様開発者でもあった。鶴田いわく「作った数ならお袋さんの倍、ものになるのはお袋さんの半分以下」。天馬の回想によれば経営側を担当していた印象が強かった。
氷川 隆一（ひかわ りゅういち）
冬児の悪友。幼い頃に両親をなくし、その後親類に引き取られるなど家庭環境が恵まれておらず、そのため似た境遇の冬児とつるみ、ケンカにあけくれる日々を送っていた。「世の中クソだ」が口癖だったが、離れ離れになった姉と会って話すときは、笑顔を見せることもあった。上巳の大祓の際、冬児と共に霊災テロに巻き込まれ死亡した。
氷川 遼子（ひかわ りょうこ）
隆一の姉。二十代前半の美しい女性。両親の死後、隆一とは別の親類に預けられたため、彼とは離れて暮らすことになった。最後の肉親であった隆一の死によって、大きな心の傷を抱えることになる。冬児のことは隆一から聞いてはいたが、直接話したことはなかった。
下田（しもだ）
裏の陰陽師たちの相互組合組織である「会合」の構成員。護法の夜叉二体を人の皮をきせて偽装している。星宿寺の崩壊で身寄りを求める賢行に接触するも、大友たちの襲撃に巻き込まれる。
若宮 恵理（わかみや えり）
大友、木暮、早乙女の塾生時代の担任だった女性講師。第二部時点ではすでに死去（詳細は不明）。その死は妹の里香に陰陽庁への不信感を抱かせるきっかけになった。
若宮 里香（わかみや りか）
若宮講師の妹で第二部時点では一般人向け月刊誌『月刊陰陽師』の記者。取材を兼ねて監視下にある京子に接触する。陰陽庁への不信感から一連の事件を調査している。木暮の協力者。木暮の提案で比良多を調べている。
古谷 昌治（ふるや まさはる）
大友、木暮とクラスメイトだった男子の塾生。親戚で主家にあたる昌人の命令で塾の呪符を横流ししていた。昌人の逮捕後は担任の若宮と親とで相談を受けることになった。
古谷 昌人（ふるや まさと）
ヤンキーのチームである『ゼット』の陰陽師の構成員。大友の見立てでは陰陽塾の途中退塾組らしい。粗暴な性格で分家筋の昌治を使って塾の呪符を横流しさせており、ばれかけたときには塾で孤立していた木暮に罪を着せようとした。そのことが木暮たちにばれ、木暮に叩きのめされて呪捜部に逮捕された。
直田 公蔵（なおた こうぞう）
冬児の父親で、自主党の幹事長を務める議員。政界のフィクサーとして有名な大物政治家であり、各方面に太いパイプを持つ。美代とは自身が政界入りしてから数十年来の付き合いであり、彼女に重大な相談をするときは贔屓にしている和菓子店の最中を贈ることから、それらの案件を「最中案件」と呼んでいる。
陰陽庁告発を画策する冬児から話を聞き、裏を取るために軟禁状態にあった美代にコンタクトをとり事態を把握、警察を動かし陰陽庁を抑えさせ、冬児たちが表に出られるよう取り計らった。
湯島の親方
湯島に住むもぐりの呪術者。非合法の術者たちが多く所属する組織を束ねており、裏の呪術界の顔役をつとめている。本来は陰陽庁とは相容れない立場だが、裏社会でも目に余る呪術犯罪者を処理するため、一部の呪捜官と協力関係を結んでいる。
真木子（まきこ）
湯島の親方の娘。資格を取得していない父と違い、陰陽Ⅱ種を取得している。双角会ではないが夜光に傾倒しており、自身の式神に小飛車・小角と名前をつけている。
浮田（うきた）
大友子飼いの情報屋。元は呪術を利用した詐欺を働く小悪党だったが、大友に検挙されてからは情報屋として彼に協力するようになった。

### RED AND WHITE
梅桃 桃矢（ゆすら とうや）
外伝『RED AND WHITE』の主人公。春虎たちの同学年。陰陽塾では男子禁制の巫女クラスに男子でありながら転入した。
互いに気持ちが昂った状態でキスする事で能力者を媒体に互いの霊力を同調させて共有する同調性共鳴症（シンクロニシティ）という能力を持つ。能力の発動中は同調した対象と意識が共有され、本体の意識は薄くなる。この能力を持っているため、かつて付き合っていた恋人とキスが出来ず、半年で別れてしまった過去がある。能力を消し去る手段を調べていた時に大友と出会い、彼の推薦で巫女クラスの79人目の生徒として転入し、緋組拾参番隊に加入する。
最初は男である事を隠していたが、風呂に入っている時に緋組拾参番隊の少女達も入って来たため発覚。だが自身の事情を話した事で受け入れられた。
一の瀬 朱音（いちのせ あかね）
外伝『RED AND WHITE』のヒロイン。天真爛漫で落ち着きのない少女。髪は茶髪のショートで、アホ毛が伸びている。巫女クラスの落ちこぼれである緋組拾参番隊の一員。
二之宮 紅葉（にのみや もみじ）
緋組拾参番隊の一員である女子生徒。長い黒髪をポニーテールにしている。厳しくも優しい性格を持つ拾参番隊のまとめ役。
元は白巫女壱番隊に所属していたが除隊させられ、緋組に移され拾参番隊まで墜ちてしまった。
三亥 珊瑚（みつい さんご）
緋組拾参番隊の一員の少女。緩やかな長髪と眼鏡をかけている。おっとりとしているが怒らせると怖い。
紅葉が拾参番隊に入った事で、同じ隊の親友が繰り上がりで隊を移動した事で、最初は紅葉と上手くいかなかったが、桃矢が来た事で拾参番隊がより駄目になると思い、逆にまとまった。
四王天 琥珀（しおうてん こはく）
白巫女壱番隊のリーダーを務める生徒。いつも棒付きキャンディーを口にくわえている。著名な巫女が多い名門・四王天家の出身。
七穂氏 白亜（ななほし はくあ）
白巫女壱番隊の一員。常に狐の面を側頭部にかけている。紅葉とは犬猿の仲で、よく喧嘩する。
十時 眞白（じゅうじ ましろ）
白巫女壱番隊の一員である少女。頭に大きなリボンをつけている。
ポン
狸の耳と尻尾をつけた幼い少女の姿をした式神。巫女クラス全体と護方式として契約し、巫女達の生活指導をしている教員。

### Sword of Song
八雲 暁兎（やくも あきと）
春虎たちの1学年後輩で、外伝『Sword of Song』の主人公。ドイツ人とのクォーターで、長身と銀髪が特徴。高い剣道の腕を持つが、実戦ではプレッシャーに押し潰され実力を出し切れないヘタレな面がある。ただし、親しい人物が傷ついたときなどは、普段の気弱な態度からは想像もつかないような迫力ある形相を見せる。帰国子女のため、会話こそ不自由は無いが所々日本語を知らない。
本来呪術とは無縁だったものの、紀之部姉妹との出会いをきっかけに遭遇した「上巳の再祓」にて、「歌詠」の封印を解いてしまったために、監視のため陰陽塾に入学することになった。そのため呪術界の事柄には疎く、有名人である夏目のことも知らなかった。多少の見鬼の才はあるが、実技に関しては素人同然。出会った当初は雰囲気から夏目が女ではないかと疑念を抱き、春虎たちを焦らせていた。
「歌詠」の件に関しては祓魔局との兼ね合いなどのため霧夫に口止めされており、偶然「歌詠」の暴走に出くわした春虎一行以外には知らせていない。そのため事情を知らない周囲からは、歌詠神社との関係を「紀之部姉妹の許嫁」と誤解されることがある。
本人は知らなかったが、実は相馬家の分家筋の出身で、戦後海外に出奔して改名した相馬章輔の孫。
歌詠（うたよみ）
歌詠神社に祭られていたご神体。紀朝雄が藤原千方の四鬼を退けるのに使用した神剣であり、陰陽庁に甲種認定を受ける程の呪具。刀身に『草も木も我が大君の国なればいづくか鬼の棲なるべき』という紀朝雄が詠んだとされる歌が刻まれている。歌詠神社の「剣の巫女」は常に歌詠の側にいる使命を科せられ、今代では夕佳と日奈がそれにあたる。非常に強力な力を持ち、力を緩和する鞘で力の大半を封印されてなお鵺の攻撃を防ぐ程の結界を作れる。「上巳の再祓」の件で鞘が破壊され封印が解かれた結果、結界はさらに強力になり、暁兎以外の人間には触れることができなくなったため、暫定的に暁兎が所持している。なお、暁兎が歌詠に触れることができるのは、彼が歌詠を鞘から抜いたときに歌詠の結界の「中」に取り込まれたからだと推測されている。
結界の力だけではなく、鵺に致命傷を与える切れ味を持つほか、手加減していたとはいえ木暮の攻撃を軽々と消し飛ばすなど、武器としても強力。また、「鬼祓い」の呪具であるため鬼が近くにいると自動的に反応して力を発する性質を持つ。ただし、これは藤原千方の四鬼に限らず、近くに鬼の力があれば見境なく暴走するため、鬼の生成りである冬児にとっては天敵である。そのため、夕佳と夏目が力を抑える特殊な呪符を所持し、寄宿寮で暴走しないように備えている。
紀之部 夕佳（きのべ ゆうか）
外伝『Sword of Song』のヒロイン。歌詠神社の「剣の巫女」で双子の姉。外見は妹と瓜二つだが、やや目つきが悪く口調も粗い。夏目や十二神将などの有名人にも精通している。自身が祓魔官を目指しているため、「歌詠」を所持できる暁兎を強引に陰陽塾に入学させた。当初は「歌詠」の鞘を壊した暁兎に横暴な態度をとっていたが、共に過ごすうちに周りのためなら平気で無茶をする彼を不器用ながらも気にかけるようになる。
紀之部 日奈（きのべ ひな）
外伝『Sword of Song』のヒロイン。歌詠神社の「剣の巫女」で双子の妹。姉と比較して明るく人懐っこい性格で、暁兎とも初対面の時から友好的に接している。また、霧夫に陰陽塾への入学を取りやめ、暁兎の入学予定だった高校に進むよう言われた際も嫌がるそぶりを見せないなど、ポジティブな面がある。
紀之部 霧夫（きのべ きりお）
歌詠神社の神主で、夕佳・日奈の父親。懐の深い人物で、暁兎が歌詠の鞘を壊した際も、彼が娘達を救ったことに感謝し、咎めることはなかった。陰陽師としての技量も高く、金鬼との戦いでは弱点を見抜き、暁兎達が勝利するきっかけを作るが、「逆神楽」に横やりを入れたことをルール違反とみなした千方の手で、罰則として魂を封印される。しかし、封印前から使用していたネズミ型の式神を操作することで、暁兎らに助言している。
浦紀部 夜彦（うらきべ やひこ）
歌詠神社の分社の巫女。性別は女性だが、外見と名前のため、男性と間違えられることが多い（寮で女性と公言した際に夏目を激しく狼狽させた）。水鬼討伐後に歌詠の主である暁兎に仕えるために歌詠神社に現れた。それまで歌詠神社の神主である霧夫ですら知らなかった分社の出身を自称したことに加えて、暁兎を特別扱いしてそれ以外の人物を蔑ろにし、4体の鬼の内3体を討伐したタイミングで現れたため、紀之部姉妹からの印象は悪い。
中原 星哉（なかはら せいや）
暁兎の同級生の少年。真面目そうな外見に反し、色事にすぐ食いつく年相応の性格の持ち主。
吉野 陽太（よしの ようた）
暁兎の同級生。真言宗の家系出身で、フレンドリーな性格の少年。
藤原 千方（ふじわらの ちかた）
かつて朝廷に反乱を起こして討伐された陰陽師である藤原千方と同じ名前を名乗る銀髪の少年。「歌詠」の封印を解いた暁兎に「逆神楽」の再開を宣言し、鬼を次々と差し向ける。目的は「逆神楽」の完遂と称し、「鬼は順番通り1体ずつ差し向ける」など一定の法則に従って行動しているが、その詳細についてははぐらかしていた。
実は暁兎に差し向けた鬼は封印された不完全な状態で、それを「歌詠」に切らせることで封印を解く儀式が「逆神楽」であり、首尾よく四鬼を解放した後、暁兎に次の目的である「歌神楽」の開始を宣言した。
伝承に伝わる藤原千方本人かどうかは不明だが、コンクリートを知らないなど現代の知識には疎い様子を見せているほか、使用する術は帝式陰陽術とは別物と目されている。
金鬼（きんき）
伝承に登場する藤原千方の四鬼の1体である「金鬼」と同じ名前を持つ鬼。外見は筋肉質で上半身が裸の男性の姿をとっている。どんな武器も弾き返すという伝承の通り強固な肉体を持ち、歌詠の攻撃すら弾き返すほどの防御力を持つ。また、夕佳と日奈の姉妹の不動金縛りを力づくで引き千切るなど、力も強い。ただし金気の鬼気をまとっているため、五行相剋の理に基づき火気に弱いという弱点があり、姉妹の火の術を食らい体が溶けたところで暁兎の攻撃を受け、石を残して消滅した。
封印解放後は、無精髭を生やした男性の姿で現れた。
風鬼（ふうき）
藤原千方の四鬼の1体である「風鬼」と同じ名前を持つ鬼。土偶のような外見をしている。その名の通り風を自在に操る能力を持ち、烈風によるカマイタチで攻撃する。暁兎の捨て身の攻撃で腹部を切り裂かれ、鎌を残して消滅した。
封印解放後は、黒髪の少年の姿をとり、「逆神楽」を完遂するため正体を隠して暁兎たちに接触し、彼らを言葉巧みに騙して目的を達成した
水鬼（すいき）
藤原千方の四鬼の1体である「水鬼」と同じ名前を持つ鬼。外見は両腕の無い女性の姿をしている。膨大な量の水を自在に操作して攻撃できるほか、身体も水でできているため歌詠の斬撃も通用せず、先に出た2体の鬼以上の実力を持つ。身体にコンクリートを混ぜられ、液状化を封じられたところを倒された。
封印解放後は長髪の女性の姿で現れた。解放前から千方が消耗した際に心配するそぶりを見せているなど彼に深く心酔しており、障害となる「歌詠」の所有者である暁兎を、あくまで公平な戦いを求める千方の意に反し、手段を選ばず始末するべきと考えている。
隠形鬼（おんぎょうき）
藤原千方の四鬼の1体である「隠形鬼」と同じ名前を持つ鬼。透明な肉体を持ち、見鬼の力を持つ者もその姿を認識することはできず、さらに歌詠の力をもってしても感知できない。ただし、姿が見えないだけで実体は存在するため、居場所さえ分かれば攻撃を当てることは可能。星哉の策略で辺りを霧で覆った際に映った影から、相当な巨体であることが窺える。姿を認識できず焦る暁兎を、すぐに殺せるにもかかわらず手を触れるだけに留めて嘲る性格の持ち主。
封印解放後は、長髪の青年の姿で現れた。

## 用語解説

### 陰陽術関連
陰陽師
頻発する霊災を祓い、鎮める術を身につけた呪術師達。近代化に伴い陰陽師の存在は廃れる一方だったが、半世紀ほど前に現れた稀代の大陰陽師・土御門夜光の功績により状況は一変。当時の日本の催事、神事、果ては呪術を応用した軍事にまでその影響力を拡大した。霊災が頻発する現代においてもその存在は欠かせないものとなっており、各種法令および資格制度が整備され、陰陽庁によって統括・管理されている。その一方で、国家資格の不所持や、表社会から追放された者などの陰陽庁の管理下にない陰陽師達も少なからず存在し、そういった者達が生きる裏社会も存在する。陰陽庁の中でも世間的な認知度が特に高い祓魔官が漆黒の装束を身に纏うことから、闇鴉（レイヴン）の異名で呼ばれることもある。
見鬼
霊気の流れや霊的存在を視認し、感じ取る力のこと。いわば霊感能力であり、霊的存在を扱う陰陽師にとっては必須となる力。見鬼の才は基本的に先天性のものだが、呪術的要因によって後天的に付与されることもある。この能力の強さは個々の才能に大きく左右され、高位の見鬼は一般のそれらには見通せない術理や法理まで見極めることが可能となる。
土御門家
大陰陽師・安倍晴明の末裔にして陰陽道の名門一族。その出自故に陰陽道における家格では最高位を誇り、かつては国の祭事の中心にいた。しかし、時代の流れと共に実権は分家筋の若杉家や倉橋家へと移り、その地位は担がれる神輿同然に形骸化していった。ところが、第二次世界大戦期に現れた若き当主・土御門夜光の功績によって、土御門の名は呪術界の頂点へと返り咲き、そしてその夜光によって再び地に落ちることとなる。現在の土御門家は東京から遠く離れた片田舎にてひっそりと暮らしており、その権力はもはや無きにも等しい。とはいえ、呪術界の中心から遠ざかってなお、優秀な陰陽師を何人も輩出している。
倉橋家
土御門家の分家の1つで、大戦後呪術界を発展させてきた現呪術界の大家。前当主の美代は陰陽塾塾長を務め、呪術界の裏の元締めであり、現当主である源司は陰陽庁長官を務める現呪術界のトップである。かつての陰陽頭・土御門夜光を支えた双翼の1つであり、現当主の源司は対翼である相馬家と秘密裏に再び手を結び、「夜光の遺志」を実現するために双角会としてテロリストたちを利用するなど、暗躍している。
若杉家
土御門の分家のひとつ。夜光の土御門家再興に彼を支えた倉橋家とは逆に、地方に残って伝統を守ってきた家。時代の流れによって衰退しつつある。
相馬家
大戦時に帝国陸軍に影響力を持っていた呪術の大家。倉橋家と並ぶ陰陽頭・土御門夜光の双翼であり、彼を陰陽頭として帝国陸軍に招き入れた。先祖がかつて新たな天皇を名乗った「新皇」平将門であり、そのことから八瀬童子を護法としている。大戦後は表舞台から姿を消したが、「夜光の遺志」を実現するために再び倉橋家と結託。分家の佐竹家から政治家を輩出したり、夜光の遺志を継ぐ双角会のメンバーとして暗躍している。現在の相馬の正系は多軌子のみであり、星宿寺に相馬の一族である秋乃が預けられていた。
幸徳井家
晴明の師賀茂忠行から連なる、陰陽道の名門賀茂氏の庶流にして現在の宗家。江戸時代に陰陽頭から退き以降土御門の後塵を拝してきたが、土御門家と違い政治的動乱に関わることなく淡々と陰陽の技を今日に伝えており、優秀な陰陽師を輩出することで名家として知られる。
陰陽術
帝式陰陽術
正式名称は帝国式陰陽術。土御門夜光が戦前に軍部からの要請を受けて作り上げた呪術体系であり、過去の陰陽道だけでなく、修験道や密教系、神道系といった日本に存在するありとあらゆる呪術が統括・編纂されている。この系統の呪術はいずれも実戦的で強力な力を持ち、禁呪指定されているものも少なくない。呪術兵器とも呼ぶべき装甲鬼兵や、魂に関連する呪術はこちらに該当する。
汎式陰陽術
夜光の死後、帝式陰陽術から危険なものを削ぎ落として整備された現在の呪術体系。こちらの呪術体系には、その危険性を鑑みて意図的に魂の概念が排除されている。
甲種呪術
陰陽庁によって確かな効果が認められた呪術。原則として国家資格「陰陽2種」または「陰陽1種」取得者のみに行使が許されている。仮免許所持者として、陰陽塾の塾生にも限定的ながら使用が認められている。
乙種呪術
甲種呪術以外の呪術全般を指す呪術。主に思い込みや精神的な束縛などの面で用いられる。
式神
陰陽師が操る僕のこと。作中では、使い魔だけでなく主従関係にある陰陽師間の関係としても用いられる。前者は大別して「使役式」と「人造式」に分類される。
「使役式」とは、神仏や鬼神、霊獣といった実際の霊的存在を呪術によって従えたものであり、その成り立ちゆえに強大な力を有するものが多い。反面、強力な存在であればあるほど従えることが難しく、意のままに制御するには術師に高い能力が求められる。それに対し、「人造式」は「形代」と呼ばれる核に呪力を込めることで作り出される式神であり、与えられた指令を実行することに特化したものが多い。
この2種の式神は用途や目的に応じて更に細分化され、主を守るために常に側に侍る「護法式」、対象を拘束することに特化した「捕縛式」、鋼鉄の形代を核として生み出された堅牢・頑丈な「機甲式」など、その分類は多岐にわたる。
また、土御門家における式神の習わしは、「分家の人間が本家の護衛役として側に仕える」というものであり、本家の御庭番といった意味合いが強い。
泰山府君祭
土御門家が代々執り行ってきた儀式であり、土御門夜光が死亡した原因とされている。死者復活などの魂を操作する呪術とされているが、その全貌は未だに解明されていない。
鴉羽織
土御門夜光が作ったとされる呪具。「鴉羽」とも呼ばれる。陰陽庁では禁呪指定扱いされており、道満の陰陽塾襲撃まで倉橋美代が保管していた。実は式神であり、人造式でありながらも使役式に近く、北斗と同格の霊力を誇り、羽織の姿と3本足の金烏の姿に変形する。至道によれば霊災の最終段階「ファイナルフェーズ」の手掛かりとされている。自らの意志で主を守護するも、鏡との戦いでは終わった後に現れており、飛車丸からねめつけられるも春虎から「こいつはこういう奴」という発言をしている。
月輪
鴉羽の対となる呪具。月の象徴たる玉兎を模して作られていると考えられる。相馬秋乃に取り憑いている。
天曺地府祭（てんちゅうちふさい）
土御門の祭儀で秘儀中の秘儀。道満曰く「泰山府君祭」の上位版。泰山府君を含む冥道12神を祭る祭儀。夜光は相馬の要望を受け、親皇平将門専用の帝式天曺地府祭を編み直し儀式を執り行いそれに失敗して大霊災が発生したと道満は語った。上巳の再祓の2年後の3月3日、夜叉丸の言う本番で帝式天曺地府祭を執り行い荒御霊平将門を現世に降臨させ留め置くのではないかと大友は推測している。

### 霊災
霊的災害。戦中に土御門夜光が執り行った大儀式の失敗により、東京を中心に頻発するようになった異常現象のこと。自然界に満ちる「霊気」のバランスが崩れて「瘴気」へ転じ、これが自然界が持つ自浄作用の限界を超えることで発生する。陰陽庁によって規模と驚異度に応じた段階が定められており、自然レベルでの回復を見込めない霊気の偏向、災害へと発展する直前の段階をフェーズ1と定義する。これが進行することでフェーズ2へと移行し、強まった瘴気が周囲へ物理的被害を与えるほどになる。この段階を超えると大量の瘴気は実体化し、鵺や野槌、牛鬼といった異形の存在となって周囲に瘴気をまき散らす、移動型・動的な霊災を引き起こす。これがフェーズ3である。更にフェーズ4へと進行すると、1つの巨大な霊災を中心として無数の霊災が連鎖的に発生し、無数の霊的存在が実体化して暴れ回る百鬼夜行となる。なお、一説ではさらにその先、進行した霊災が世界に受け入れられ遍在化する、フェーズ5（ファイナルフェーズ）が存在するとされる。
生成り
鬼や竜など、その身に何らかの霊的存在を憑依させた者達のこと。いわゆる憑き物とほぼ同義である。霊的存在をその身に宿すという性質上、生成りは霊災の火種になりやすい。そのため生成りとなった者には封印術が施され、宿した存在を押さえ込むことが求められる。故に、生成りの心身には少なくない負担がかかっており、得体の知れなさから世間的な風当たりも芳しくない。仮に何らかの要因で憑依体を制御できなくなった場合、生成り自身が霊的存在へと変質していき、最終的にはフェーズ3以上の大規模霊災を引き起こす。
一方で、封印の一部を自ら解放し、宿した霊的存在の持つ力を自身のものとして使役・利用することで強大な戦闘力を発揮する術師も存在する。ただし、これは詰まるところ自身を人ならざる存在に近づける行為であり、それに伴う人間性の喪失や自我消滅、暴走の危険をはらむ諸刃の剣でもある。
上巳の大祓（じょうしのおおはらえ）
大連寺至道が起こした霊災。至道が自らにとある鬼をおろしたことから発生した。
上巳の再祓（じょうしのさいはらえ）
春虎たちの2年生への進級試験当日、六人部千尋が起こした霊災。数体の鵺が実体化して暴れまわる事態となり、完全修祓のために十二神将だけでなく塾生である夏目までもが駆り出された。

### 組織
陰陽庁
現代において、陰陽師達を管理・統括している国家機関。秋葉原近辺に庁舎を置く。先の大戦末期に旧日本軍によって復活させられた陰陽寮がその前身となっている。各種資格の認定や陰陽法の制定をはじめ、霊災の修祓や呪術絡みの事件捜査など、この国の呪術に関わる行政を一手に担っている。十二神将をはじめとする多くの優秀な術師を擁し、組織としての力は非常に強大である。実は、陰陽庁上層部とテロリスト集団である双角会は裏で繋がっており、「夜光の意志」を実現させるべく、陰陽法の規制緩和等を通して少しずつその勢力を拡大させている。アニメ版では、祓魔局、呪捜部ともに、黒のハマー・H2の六輪仕様にグリルガードを装着したものを隊員の輸送車両として使用している。
祓魔局
陰陽庁に属する内部部局の1つ。この局には霊災を修祓する「霊災修祓室」、霊災の感知を担当する「情報課」などの様々な専門部署が存在する。霊災修祓室に属する陰陽師は「祓魔官」と呼ばれ、主に霊災の修祓任務に当たる。霊災修祓の様子はマスメディアに取り上げられることも多く、社会的な露出が最も多い部署でもある。そのため、世間の陰陽師に対するイメージは祓魔官の影響が特に強い。「情報課」に属する陰陽師は霊視官と呼ばれ、社会的な露出は少ないが、霊災を人力で感知している現状では必要不可欠な存在である。
呪術犯罪捜査部（呪捜部）
陰陽庁に属する内部部局の1つ。この部署に属する陰陽師は「呪捜官」と呼ばれ、主に呪術絡みの犯罪捜査を行う。職務の性質上対人呪術戦が多く、故にここに配属される陰陽師は高い戦闘力を持つ人物が多い。任務内容によっては汚れ仕事なども入り込んでくるらしい。また、呪捜官には拳銃の携帯が許可されている。
十二神将
国家資格である「陰陽1種」取得者・国家一級陰陽師の通称。なお、「陰陽1種」の取得者はその呼び名の通り12人いるわけではなく、国内に十数人存在する。
陰陽師としての腕は超一流であり、現場に出ているものから研究者までその活躍の場は様々である。祓魔官の十二神将は独立祓魔官、霊視官の十二神将は特別霊視官などと呼ばれ、特別な地位にいることがうかがえる。
陰陽塾
春虎たちが通う陰陽術専門の学舎。現在の塾舎は渋谷にあり、春虎たちの入塾する数年前に新築された。現在の陰陽師の多くがここの卒業生であり、戦後の夜光塾が前身となっている。なお、春虎たちが47期生、鈴鹿が48期生、大友たちが36期生である。
夜光塾
陰陽塾の前身。夜光死亡後は汎式陰陽術を学ぶ一派が陰陽塾となり、夜光の「もう1つの意思」を継いだ者たちが双角会となった。
双角会
狂信的な夜光信者たちによる秘密結社で、2年前の霊災テロと3巻の霊災テロの首謀とされている。だが、その実体は夜光塾から分かたれ、夜光の「もう1つの意志」を継ぐ者たちによるもう一方の一派による結社である。現在は倉橋家と相馬家の二家によって活動しており、主に相馬家が信者たちの扇動、処理を行っており、天海によって表向きの構成員がすべて検挙され、表向きには壊滅したとされている。
ウィッチクラフト社
陰陽庁以外で式符の販売で成功した唯一の会社。代表作は現役の呪捜官たちも愛用する捕縛式「スワローウィップ」、「キャットバンテージ」など。天馬の両親が生前技術者として働いていた。
星宿寺
北辰山に位置する寺。真言宗星宿寺派という真言宗系の新興宗教であるが、寺自体は呪術を扱う闇寺として長く続いている。大戦時代、夜光とつながりがあり、彼の才能をたたえるとともに自らの本尊にたとえ、「北辰王」と号したといわれている。

## 漫画
東京レイヴンズ
『月刊少年エース』（KADOKAWA 角川書店）で2010年6月号から2017年9月号まで連載。作画は鈴見敦。範囲は原作の第一部で、最終話には第二部の様子が僅かに含まれている。連載は原作第1巻からの刊行に先駆ける形で開始された。原作の進行におおむね沿って進行しているが、一部設定が異なる箇所もある。
東京レイヴンズ外伝 東京フォックス
『エイジプレミアム』（富士見書房）で創刊号（Vol.1）からVol.6まで連載された。作画はCOMTA。コンを主人公に据えたスピンオフ作品で、春虎の「友達を作れ」との命令により、友達作りに奮闘する彼女の様子が描かれている。
東京レイヴンズ RED AND WHITE
『月刊ドラゴンエイジ』（KADOKAWA 富士見書房）で2012年11月号から2013年11月号まで連載された。作画は望月あづみ。男でありながら特殊能力を持つために、男子禁制の陰陽塾・巫女クラスに通うことになった少年・梅桃桃矢（ゆすら とうや）の成長を描くスピンオフ作品である。
東京レイヴンズ Sword of Song
『月刊少年ライバル』（講談社）にて2013年11月号より連載され、同誌の休刊後は『月刊少年シリウス』のWeb掲載部門『水曜日のシリウス』に移籍し、2014年7月から2015年8月まで毎月最終水曜日に配信された。連載はストーリーの途中で終了し、最終話は単行本に収録される。作画は久世蘭。春虎の後輩である八雲暁兔を主人公に据えたスピンオフ作品で、本編とは独立したストーリー展開となっている。
東京レイヴンズ ANOTHER×holiday
『ミルフィ』（KADOKAWA 富士見書房）にて2013年12月号（Vol.1）から2014年8月号（Vol.5）まで連載された。作画は月ヶ瀬ゆりの。春虎・冬児の2人を中心とした日常を描いたスピンオフ作品である。
東京レイヴンズ -Girls Photograph-
『月刊ドラゴンエイジ』（KADOKAWA 富士見書房）にて2014年2月号から6月号まで連載された。作画は横山コウヂ。作品に登場する女性キャラクターにスポットをあてた、オムニバス形式のスピンオフ作品である。なお、この漫画の制作にあたっては、テレビアニメで脚本を手掛ける待田堂子が構成担当として参加している。

## 制作背景
現代の東京で発生する霊的災害・通称「霊災」に立ち向かう陰陽師を目指す少年たちの「学園陰×陽ファンタジー」を掲げており、作者のあざのによれば、前作の舞台設定、主人公の設定などを考慮したうえで、あらすじを練ったところ、陰陽師の、そして10代の少年たちの物語に行きついたとのこと。

## 既刊一覧

### 小説
- あざの耕平（著）・すみ兵（イラスト）、富士見書房→KADOKAWA〈富士見ファンタジア文庫〉、既刊21巻（2025年3月19日現在）
本編
  - 『東京レイヴンズ1 SHAMAN*CLAN』、2010年5月25日初版発行（5月20日発売[14]）、ISBN 978-4-8291-3519-8
  - 『東京レイヴンズ2 RAVEN"s NEST』、2010年9月25日初版発行（9月18日発売[15]）、ISBN 978-4-8291-3552-5
  - 『東京レイヴンズ3 cHImAirA DanCE』、2010年12月25日初版発行（12月18日発売[16]）、ISBN 978-4-8291-3592-1
  - 『東京レイヴンズ4 GIRL RETURN & days in nest I』、2011年5月20日初版発行（同日発売[17]）、ISBN 978-4-8291-3637-9
  - 『東京レイヴンズ5 days in nest II & GIRL AGAIN』、2011年7月20日初版発行（同日発売[18]）、ISBN 978-4-8291-3657-7
  - 『東京レイヴンズ6 Black Shaman ASSAULT』、2011年10月20日初版発行（同日発売[19]）、ISBN 978-4-8291-3688-1
  - 『東京レイヴンズ7 _DARKNESS_EMERGE_』、2012年5月19日初版発行（同日発売[20]）、ISBN 978-4-8291-3757-4
  - 『東京レイヴンズ8 over - cry』、2012年10月20日初版発行（同日発売[21]）、ISBN 978-4-8291-3809-0
  - 『東京レイヴンズ9 to The DarkSky』、2013年3月20日初版発行（3月19日発売[22]）、ISBN 978-4-8291-3865-6
  - 『東京レイヴンズ10 BEGINS/TEMPLE』、2013年10月20日初版発行（10月19日発売[23]）、ISBN 978-4-04-71-2911-5
  - 『東京レイヴンズ11 change:unchange』、2014年4月19日初版発行（同日発売[24]）、ISBN 978-4-04-07-0087-8
  - 『東京レイヴンズ12 Junction of STARs』、2014年11月20日初版発行（同日発売[25]）、ISBN 978-4-04-07-0139-4
  - 『東京レイヴンズ13 COUNT>DOWN』、2015年3月20日初版発行（同日発売[26]）、ISBN 978-4-04-070524-8
  - 『東京レイヴンズ14 EMPEROR.ADVENT』、2015年12月19日初版発行（同日発売[27]）、ISBN 978-4-04-070525-5
  - 『東京レイヴンズ15 ShamaniC DawN』、2017年9月20日初版発行（同日発売[28]）、ISBN 978-4-04-070526-2
  - 『東京レイヴンズ16 [RE]incarnation』、2018年10月20日初版発行（同日発売[29]）、ISBN 978-4-04-072729-5
  - 『東京レイヴンズ17 REsiSTANCE』、2025年3月19日初版発行（同日発売[30]）、ISBN 978-4-04-073375-3

短編集
  - 『東京レイヴンズEX1 party in nest』、2013年7月20日初版発行（同日発売[31]）、ISBN 978-4-8291-3909-7
  - 『東京レイヴンズEX2 seasons in nest』、2014年2月20日初版発行（同日発売[32]）、ISBN 978-4-0407-0030-4
  - 『東京レイヴンズEX3 memories in nest』、2015年9月19日初版発行（同日発売[33]）、ISBN 978-4-0407-0523-1
  - 『東京レイヴンズEX4 twelve shamans』、2016年8月25日初版発行（8月20日発売[34]）、ISBN 978-4-04-072057-9

### 漫画
- あざの耕平（原作）・すみ兵（キャラクター原案）・鈴見敦（作画） 『東京レイヴンズ』 角川書店→KADOKAWA〈角川コミックス・エース〉、全15巻
  1. 2010年12月25日初版発行（12月22日発売[35]）、ISBN 978-4-04-715582-4
  2. 2011年2月26日初版発行（2月23日発売[36]）、ISBN 978-4-04-715623-4
  3. 2011年7月26日初版発行（7月22日発売[37]）、ISBN 978-4-04-715736-1
  4. 2012年1月26日初版発行（1月24日発売[38]）、ISBN 978-4-04-120098-8
  5. 2012年6月26日初版発行（6月21日発売[39]）、ISBN 978-4-04-120295-1
  6. 2012年10月26日初版発行（10月23日発売[40]）、ISBN 978-4-04-120490-0
  7. 2013年9月26日初版発行（9月24日発売[41]）、ISBN 978-4-04-120837-3
  8. 2013年11月26日初版発行（同日発売[42]）、ISBN 978-4-04-120915-8
  9. 2014年6月26日初版発行（同日発売[43]）、ISBN 978-4-04-121059-8
  10. 2014年10月25日初版発行（同日発売[44]）、ISBN 978-4-04-102224-5
  11. 2015年3月26日初版発行（同日発売[45]）、ISBN 978-4-04-102874-2
  12. 2016年2月26日初版発行（同日発売[46]）、ISBN 978-4-04-103925-0
  13. 2016年9月26日初版発行（同日発売[47]）、ISBN 978-4-04-104677-7
  14. 2017年2月25日初版発行（同日発売[48]）、ISBN 978-4-04-105340-9
  15. 2017年9月26日初版発行（同日発売[49]）、ISBN 978-4-04-105994-4
- あざの耕平（原作）・すみ兵（キャラクター原案）・COMTA（作画） 『東京レイヴンズ外伝 東京フォックス』 富士見書房〈ドラゴンコミックスエイジ〉、2012年6月9日初版発行（6月6日発売[50]）、ISBN 978-4-04-712801-9
- あざの耕平（原作）・すみ兵（キャラクター原案）・望月あづみ（作画） 『東京レイヴンズ RED AND WHITE』 KADOKAWA〈ドラゴンコミックスエイジ〉、全2巻
  1. 2013年10月9日初版発行（同日発売[51]）、ISBN 978-4-04-712907-8
  2. 2014年1月9日初版発行（同日発売[52]）、ISBN 978-4-04-712996-2
- あざの耕平（原作）・すみ兵（キャラクター原案）・久世蘭（作画） 『東京レイヴンズ Sword of Song』 講談社〈ライバルKC〉、全5巻
  1. 2014年3月4日初版発行（同日発売[53]）、ISBN 978-4-06-381311-1
  2. 2014年7月4日初版発行（同日発売[54]）、ISBN 978-4-06-381330-2
  3. 2014年11月4日初版発行（同日発売[55]）、ISBN 978-4-06-381343-2
  4. 2015年10月16日初版発行（同日発売[56]）、ISBN 978-4-06-381345-6
  5. 2015年11月17日初版発行（同日発売[57]）、ISBN 978-4-06-381346-3
- あざの耕平（原作）・すみ兵（キャラクター原案）・横山コウヂ（作画） 『東京レイヴンズ -Girls Photograph-』 KADOKAWA〈ドラゴンコミックスエイジ〉、2014年6月9日初版発行（同日発売[58]）、ISBN 978-4-04-070187-5
- あざの耕平（原作）・すみ兵（キャラクター原案）・月ヶ瀬ゆりの（作画） 『東京レイヴンズ ANOTHER×Holiday』 KADOKAWA〈ドラゴンコミックスエイジ〉、2014年11月20日初版発行（同日発売[59]）、ISBN 978-4-04-070342-8

### ドラマCDパック
東京レイヴンズ ドラマCDパック
- 2014年3月18日初版発行、ISBN 978-4-04-712929-0

## テレビアニメ
| 原作                         | あざの耕平 （ファンタジア文庫/富士見書房刊）    |
| 原作イラスト                 | すみ兵                                          |
| 監督                         | 金崎貴臣                                        |
| シリーズ構成                 | 倉田英之                                        |
| キャラクターデザイン         | 渡辺敦子                                        |
| 総作画監督                   | 渡辺敦子、八尋裕子                              |
| CGIディレクター              | 高橋将人                                        |
| 美術監督                     | 市倉敬                                          |
| 美術設定                     | 藤井一志                                        |
| 色彩設計                     | 津守裕子                                        |
| 撮影監督                     | 町田啓                                          |
| 編集                         | 木村佳史子                                      |
| 音響監督                     | 岩浪美和                                        |
| 音楽                         | 井内舞子                                        |
| プロデューサー               | 小倉充俊、近藤早希、文宣恵、 兼光一博、買場道雄 |
| アニメーションプロデューサー | 植田慎也                                        |
| アニメーション制作           | エイトビット                                    |
| 製作                         | 東京レイヴンズ製作委員会                        |

2012年10月にアニメ化企画進行中であることが発表され、2013年10月から2014年3月まで独立局ほかにて放送された。
作品の舞台の地元局であるTOKYO MXが製作委員会に参加し、本放送枠とは別にリピート放送枠も確保しての放送を行っていたほか、放送直前には土御門夏目役の花澤香菜が顔出しで出演する独自のクロスプログラムも放送していた。声優陣はドラマCD版から続投した。
次回予告については、第1話から第19話まではコンが登場するコミカルなショートアニメで、そのうち第13話までは監督の金崎貴臣が台本を考えていたが、第14話から第19話まではコン役の豊崎愛生によるアドリブとなっている。

### 主題歌
オープニングテーマ
「X-encounter」（第1話 - 第13話）
作詞・歌 - 黒崎真音 / 作曲・編曲 - 高瀬一矢
「〜Outgrow〜」（第15話 - 第19話、第21話 - 第23話）
作詞 - 六ツ見純代 / 作曲 - HoneyWorks / 編曲 - 黒須克彦 / 歌 - Gero
※第20話・第24話は未使用。

エンディングテーマ
「君が笑む夕暮れ」（第1話 - 第2話、第4話 - 第13話、第24話）
作詞 - KOTOKO / 作曲・編曲 - 井内舞子 / 歌 - 南條愛乃
※第3話は未使用。
「Break a spell」（第15話、第17話 - 第19話、第21話 - 第23話）
作詞・歌 - 川田まみ / 作曲 - 尾崎武士 / 編曲 - 尾崎武士・中沢伴行
※第16話・第20話は未使用。

挿入歌「Red monochrome」（第2話、第20話）
作詞 - 中野愛子 / 作曲 - 柿島伸次 / 歌 - コミネリサ
挿入曲・挿入歌「Daily Knack」（第4話、第6話、第20話）
作詞 - 中野愛子 / 作曲・編曲・歌 - 柿島伸次
第4話、第6話はボーカル無し。
挿入曲・挿入歌「All the same」（第7話、第8話）
作詞 - 中野愛子 / 作曲・編曲・歌 - 柿島伸次
第7話はボーカル無し。

### 各話リスト
| 話数 | サブタイトル                                | 脚本     | 絵コンテ   | 演出                    | 作画監督                                           |
| ---- | ------------------------------------------- | -------- | ---------- | ----------------------- | -------------------------------------------------- |
| #01  | SHAMAN*CLAN -約束-                          | 倉田英之 | 金崎貴臣   | 中山敦史                | 渡辺敦子                                           |
| #02  | SHAMAN*CLAN -告白-                          | 倉田英之 | 金崎貴臣   | 鈴木孝聡                | 杉藤さゆり、山内則康 山村俊了、野崎麗子            |
| #03  | SHAMAN*CLAN -魂呼（たまよばい）-            | 倉田英之 | 田頭しのぶ | 吉田俊司                | 小島彰、丸山修二                                   |
| #04  | RAVEN"s NEST -学舎-                         | 倉田英之 | 金崎貴臣   | 鈴木孝聡                | 今岡大                                             |
| #05  | RAVEN"s NEST -絆-                           | 倉田英之 | 田頭しのぶ | 森義博                  | 小林利充、山内則康                                 |
| #06  | days in nest -休日-                         | 倉田英之 | 平池芳正   | 中山敦史                | 福永智子                                           |
| #07  | cHImAirA DanCE -鬼喰（おにくい）-           | 髙橋龍也 | 田頭しのぶ | 中山敦史                | 大原大、須永正博 野崎麗子                          |
| #08  | cHImAirA DanCE -生成（なまなり）-           | 髙橋龍也 | 斎藤哲人   | 浅見松雄                | 杉藤さゆり、中山初絵                               |
| #09  | cHImAirA DanCE -修祓-                       | 髙橋龍也 | 小島正士   | 吉田俊司                | 徳倉栄一、栗原基彦 中島美子                        |
| #10  | GIRL RETURN -神童-                          | 待田堂子 | 金崎貴臣   | 鈴木考聡                | 南伸一郎                                           |
| #11  | GIRL RETURN -虎-                            | 倉田英之 | 平池芳正   | 浅見松雄                | 日高真由美、首藤武夫                               |
| #12  | GIRL RETURN -恋心-                          | 待田堂子 | 小島正士   | 森義博                  | 山内則康、中山初絵                                 |
| #13  | Black Shaman ASSAULT -法師-                 | 森田繁   | 田頭しのぶ | 浅見松雄                | 杉藤さゆり、綱修次郎                               |
| #14  | Black Shaman ASSAULT -術比（じゅつくらべ）- | 森田繁   | 斎藤哲人   | 中山敦史                | 野崎麗子、徳倉栄一                                 |
| #15  | _DARKNESS_EMERGE_ -邂逅-                    | 倉田英之 | 小島正士   | 佐藤清光                | 高橋敦子、清水勝祐 嶋田俊彦                        |
| #16  | _DARKNESS_EMERGE_ -神扇-                    | 倉田英之 | 金崎貴臣   | 中山敦史 浅見松雄       | 皆川一徳、小美戸幸代 福永智子、扇多恵子            |
| #17  | _DARKNESS_EMERGE_ -髭切-                    | 倉田英之 | 平池芳正   | 森義博                  | 小林利充、実原登 猿渡聖加、小澤円 山内則康、鎌田均 |
| #18  | over-cry -強襲-                             | 高橋龍也 | 小島正士   | 飯田薫久                | 野崎麗子                                           |
| #19  | over-cry -姫-                               | 高橋龍也 | 金崎貴臣   | 古川順康                | 萩尾圭太、中原清隆                                 |
| #20  | over-cry -花火-                             | 高橋龍也 | 平池芳正   | 中山敦史                | 杉藤さゆり、福永智子 扇多恵子                      |
| #21  | to The DarkSky -闇夜-                       | 倉田英之 | 小島正士   | 浅見松雄                | 中島美子、森田実                                   |
| #22  | to The DarkSky -護法-                       | 倉田英之 | 斎藤哲人   | 中山敦史                | 日高真由美、福永智子                               |
| #23  | to The DarkSky -陰陽-                       | 倉田英之 | 小島正士   | 森義博 かわこしたかひろ | 小林利充、猿渡聖加 扇多恵子、福山貴人 森田実       |
| #24  | to The DarkSky -魂呼（たまよばい）-         | 倉田英之 | 金崎貴臣   | 中山敦史                | 杉藤さゆり、野崎麗子 徳倉栄一、福永智子            |

### 放送局
| 放送地域 | 放送局             | 放送期間                       | 放送日時           | 放送系列                     | 備考                                |
| -------- | ------------------ | ------------------------------ | ------------------ | ---------------------------- | ----------------------------------- |
| 東京都   | TOKYO MX           | 2013年10月8日 - 2014年3月25日  | 火曜 24:30 - 25:00 | 独立局                       | 製作委員会参加 リピート放送あり     |
| 兵庫県   | サンテレビ         | 2013年10月8日 - 2014年3月25日  | 火曜 24:30 - 25:00 | 独立局                       |                                     |
| 神奈川県 | tvk                | 2013年10月8日 - 2014年3月25日  | 火曜 25:00 - 25:30 | 独立局                       |                                     |
| 京都府   | KBS京都            | 2013年10月8日 - 2014年3月25日  | 火曜 25:00 - 25:30 | 独立局                       |                                     |
| 愛知県   | テレビ愛知         | 2013年10月8日 - 2014年3月25日  | 火曜 25:35 - 26:05 | テレビ東京系列               |                                     |
| 日本全域 | AT-X               | 2013年10月9日 - 2014年3月26日  | 水曜 21:30 - 22:00 | CS放送                       | リピート放送あり                    |
| 日本全域 | BS11               | 2013年10月9日 - 2014年3月26日  | 水曜 24:00 - 24:30 | BS放送                       | 『ANIME+』枠                        |
| 日本全域 | dアニメストア      | 2013年10月10日 - 2014年3月27日 | 木曜 12:00 更新    | ネット配信                   | 見放題サービス利用者は全話見放題    |
| 韓国全域 | Animax Korea       | 2013年10月12日 - 2014年3月29日 | 土曜 23:30 - 24:00 | CS放送 IP放送 ケーブルテレビ | 15歳以上視聴可で放送 韓国語字幕あり |
| 日本全域 | ニコニコ生放送     | 2013年10月16日 - 2014年4月2日  | 水曜 24:30 - 25:00 | ネット配信                   |                                     |
| 日本全域 | ニコニコチャンネル | 2013年10月16日 - 2014年4月2日  | 水曜 25:00 更新    | ネット配信                   | 2話以降有料配信                     |
| 日本全域 | バンダイチャンネル | 2013年10月17日 - 2014年4月3日  | 木曜 12:00 更新    | ネット配信                   |                                     |
| 日本全域 | GYAO!              | 2013年10月17日 - 2014年4月3日  | 木曜 24:00 更新    | ネット配信                   |                                     |

### BD / DVD
| 巻  | 発売日         | 収録話          | 規格品番  | 規格品番  |
| 巻  | 発売日         | 収録話          | BD限定版  | DVD限定版 |
| --- | -------------- | --------------- | --------- | --------- |
| 1   | 2013年12月25日 | 第1話 - 第3話   | GNXA-1641 | GNBA-2241 |
| 2   | 2014年1月29日  | 第4話 - 第6話   | GNXA-1642 | GNBA-2242 |
| 3   | 2014年2月26日  | 第7話 - 第9話   | GNXA-1643 | GNBA-2243 |
| 4   | 2014年3月26日  | 第10話 - 第12話 | GNXA-1644 | GNBA-2244 |
| 5   | 2014年4月23日  | 第13話 - 第15話 | GNXA-1645 | GNBA-2245 |
| 6   | 2014年5月28日  | 第16話 - 第18話 | GNXA-1646 | GNBA-2246 |
| 7   | 2014年6月25日  | 第19話 - 第21話 | GNXA-1647 | GNBA-2247 |
| 8   | 2014年7月24日  | 第22話 - 第24話 | GNXA-1648 | GNBA-2248 |
| BOX | 2016年6月23日  | 第1話 - 第24話  | GNXA-1659 | -         |

### WEBラジオ
『レヴラジ〜東京レイヴンズラジオ〜』のタイトルで、2013年10月7日から2014年4月14日まで音泉とHiBiKi Radio Stationにて配信された。毎週月曜日更新、全27回。
パーソナリティ
- 石川界人（土御門春虎 役）
- 木村良平（阿刀冬児 役）

ゲスト
- あざの耕平（第2回、第27回）
- 喜多村英梨（第5回、第6回）
- 豊崎愛生（第7回）
- 遊佐浩二（第9回）
- 佐倉綾音（第11回）
- 吉野裕行（第19回）
- 金元寿子（第20回、第21回）
- 下野紘（第22回）
- 橘田いずみ（第23回）
- 飛田展男（第24回、第25回）

## パチンコ・パチスロ
- パチンコ：CR東京レイヴンズ（2016年4月、藤商事）
- パチスロ：パチスロ東京レイヴンズ（2021年7月、オーイズミ）

## ゲーム
ファンタジア・リビルド
PC / iOS / Android用アプリゲーム。
ファンタジア文庫作品のクロスオーバーRPG。2021年4月に期間限定イベントが開催され、ガチャに春虎&コン（2人で1ユニット扱い）、イベントクリア報酬に夏目が登場。期間終了後も、春虎&コンはレギュラーレアガチャに追加された。